# Guerra civil catalana
La guerra civil catalana (1462-1472) fue el conflicto que se produjo en el principado de Cataluña entre los partidarios del rey Juan II de Aragón, conde de Barcelona, y los de las instituciones catalanas rebeldes al rey encabezadas por la Diputación del General del Principado de Cataluña y el Consejo del Principado.
Para el bando realista, los «rebeldes» lo eran por haber traicionado la fidelidad que habían jurado a su rey; mientras que los antijuanistas consideraban «traidores» a los realistas por no ser fieles a las leyes de la «tierra», por ser «enemigos de la cosa pública» o simplemente por ser «malos catalanes». Así, el bando antijuanista desarrolló una nueva concepción de la sociedad política en la que, según Santiago Sobrequés y Jaume Sobrequés, «la solidaridad entre los hombres de un país se producía por tener unas leyes comunes y habitar una misma tierra, no como hasta entonces, por el hecho de ser vasallos de un mismo soberano». Había surgido, pues, el concepto moderno de patria que iba más allá de la mera adscripción territorial para revestir un carácter jurídico, por lo que la rebelión catalana sería, como ya señaló el historiador francés Joseph Calmette, nacido en Perpiñán, «la primera de las revoluciones modernas», cien años anterior a la rebelión de los Países Bajos.
Según Francesc Xavier Hernández Cardona, «desde el punto de vista técnico y tecnológico, la Guerra Civil catalana fue la última guerra medieval, pero también la primera guerra moderna. (…) Los nobles tienen un papel secundario; son los dirigentes militares, pero ya no mandan mesnadas feudales, sino ejércitos desiguales de ciudadanos y mercenarios. Las tropas de caballería ya no están compuestas por la flor y nata de la nobleza, sino por hombres de armas a jornal. La pirobalística adquiere protagonismo; aunque el uso de las armas cortas de fuego parece todavía muy limitado, se generalizó el de la bombardas hasta prefigurar lo que podría calificarse como una artillería de campaña —los ejércitos arrastraban piezas para utilizarlas principalmente en los asedios—».
Sobre las causas de la guerra, Santiago Sobrequés y Jaume Sobrequés han señalado: «La rivalidad que existía entre las ramas nobiliarias principales del país; la lucha entre la Biga, partido que agrupaba a la oligarquía, y la Busca, de tendencia popular y socializante, para conseguir el gobierno de la municipalidad barcelonesa; la agitación en el campo, donde la oposición de los señores a las aspiraciones legítimas de los campesinos de remensa habían atizado la lucha, y la profunda crisis económica que padecía Cataluña». Y como causas inmediatas: «el desheredamiento del Príncipe de Viana por parte de su padre Juan II y la oposición entre el sentido absolutista del rey y el espíritu pactista catalán».

## Antecedentes: el enfrentamiento entre la oligarquía y la monarquía
Empieza el siglo XV en medio de una profunda crisis que afectaba a toda Europa occidental y, especialmente, al Condado de Barcelona. Las causas fueron diversas: la crisis de subsistencia de la población; la demográfica que afectó especialmente al campo debido a las grandes epidemias; la financiera, con el endeudamiento excesivo de las instituciones públicas; la reducción del volumen y de las ganancias del comercio internacional...
El enfrentamiento entre la monarquía y la oligarquía nobiliaria y urbana catalana se remontaba al reinado de Alfonso el Magnánimo (1416-1458) cuando su gobernador en Cataluña bajo la lugartenencia de la reina María, Galcerán de Requesens, miembro de la pequeña nobleza catalana ―señor de Molins de Rey―, apoyó en su lucha por el gobierno de la ciudad de Barcelona a la «Busca», que reunía a los mercaderes y a los artesanos, frente a la «Biga», que agrupaba al rico patriciado urbano barcelonés que dominaba el Consejo de Ciento de la ciudad y que, junto con la nobleza, también controlaba las Cortes Catalanas y la Diputación del General. Así Requesens permitió la creación del Sindicat dels Tres estaments i poble de Barcelona e intervino en el municipio de Barcelona arrebatando a la «Biga» el gobierno de la ciudad y poniendo en su lugar a hombres de su confianza y a miembros moderados de la «Busca». En palabras de Carme Batlle, «fue un auténtico golpe de estado contra los privilegios municipales y el tradicional poder de las familias patricias (los ciudadanos honrados, es decir, rentistas…)».
El segundo motivo del conflicto fue el apoyo que la monarquía dio a los campesinos remensas enfrentados a sus señores por la cuestión de los «malos usos». El rey también permitió la formación de un sindicato, el Gran Sindicato Remensa fundado en 1448, para que los campesinos pudieran reunirse y luego negociar con sus señores, tanto laicos como eclesiásticos, y en 1455 dictó una sentencia interlocutoria por la que suspendía temporalmente el pago de los malos usos, aunque sin llegar a resolver el fondo del asunto. Así, como ha destacado Carme Batlle, «los dos sindicatos, el rural y el urbano, serían utilizados por la monarquía y sus representantes como arma contra la oligarquía catalana poco antes de la guerra civil y durante la misma».
En 1454 Alfonso el Magnánimo nombró nuevo lugarteniente de Cataluña a su hermano Juan, rey de Navarra, después de que la oligarquía nobiliaria y urbana hubiera rechazado el nombramiento de Requesens para ese puesto. Con el fin de hallar una salida a la complicada situación que se vivía en Cataluña, Juan convocó las Cortes Catalanas que estarían reunidas por espacio de cuatro años (1454-1458). En estas agitadas Cortes no se resolvió el conflicto que enfrentaba a la oligarquía y la monarquía. Desde el primer momento se hizo patente el enfrentamiento cuando los síndicos del resto de ciudades catalanas en apoyo de la «Biga» consideraron ilegales a los síndicos que había enviado la ciudad de Barcelona que pertenecían a la «Busca», lo que obligó al lugarteniente a intervenir para dar cobertura legal a estos. Asimismo Juan continuó con la política filoremensa, lo que le enfrentó con los señores laicos y eclesiásticos de la Cataluña vieja también representados en las Cortes. Así pues, el resultado de las mismas fue que tras ellas se creó un movimiento contrario al rey por parte de la nobleza, el clero y el patriciado urbano, cuya fuerza Juan, ya convertido desde 1458 —a la avanzada edad para la época de sesenta años— en monarca de la Corona de Aragón tras la muerte de su hermano, no valoró en su justa medida.

## El prólogo: la revolución catalana de 1460-1461

### El impacto en Cataluña del conflicto sucesorio del reino de Navarra
En diciembre de 1459 se firmó la Concordia de Barcelona por la que el rey Juan II de Aragón y su hijo el príncipe Carlos de Viana se reconciliaron en su disputa por la corona del reino de Navarra. Sin embargo, de la otra cuestión que los enfrentaba ―el reconocimiento de la «primogenitura» aragonesa― nada se decía en la Concordia, aunque el título de «primogénito de Aragón, de Navarra y de Sicilia» lo venía utilizando Carlos de Viana desde la muerte del rey Alfonso el Magnánimo el año anterior.
A finales de marzo de 1460 Carlos de Viana abandonó Mallorca, a donde había llegado procedente de Sicilia, y el día 31 hizo su entrada triunfal en Barcelona. En esta se utilizó la fórmula de primer fill nat (‘primer hijo nacido’) para no entrar en la vidriosa cuestión de la primogenitura. El 14 de mayo se encontraron padre e hijo en Igualada y al día siguiente hicieron su entrada conjunta en Barcelona. Sin embargo, la reconciliación era solo superficial, pues Carlos de Viana, al no haber sido reconocida su primogenitura, entró en contacto con el rey de Castilla Enrique IV para concertar una alianza con él mediante el matrimonio con su hermana la infanta Isabel, que entonces contaba nueve años de edad.
En septiembre de 1460 Juan II convocó las Cortes catalanas en Lérida y le pidió a su hijo Carlos de Viana que se reuniera con él en esa localidad para concretar su boda con la princesa Catalina de Portugal y evitar así el matrimonio de Carlos con la infanta castellana Isabel, proyecto del que había tenido conocimiento gracias a un emisario de los magnates castellanos que se oponían a Enrique IV. Una vez allí, el rey ordenó el 2 de diciembre de 1460 la detención de Carlos de Viana acusado de traición, una decisión que Jaume Vicens Vives califica como «insigne torpeza» y Carmen Batlle como un «acto erróneo», en la que tuvo un papel determinante la reina Juana Enríquez quien, tras suplicarle que lo detuviera, le mostró al rey dos supuestas cartas incriminatorias de Carlos que Juan II no pudo comprobar que eran ciertamente suyas, pues en aquel momento estaba casi completamente ciego ―contaba 62 años de edad y padecía de cataratas, que años más tarde le curaría un cirujano judío―.

### El levantamiento

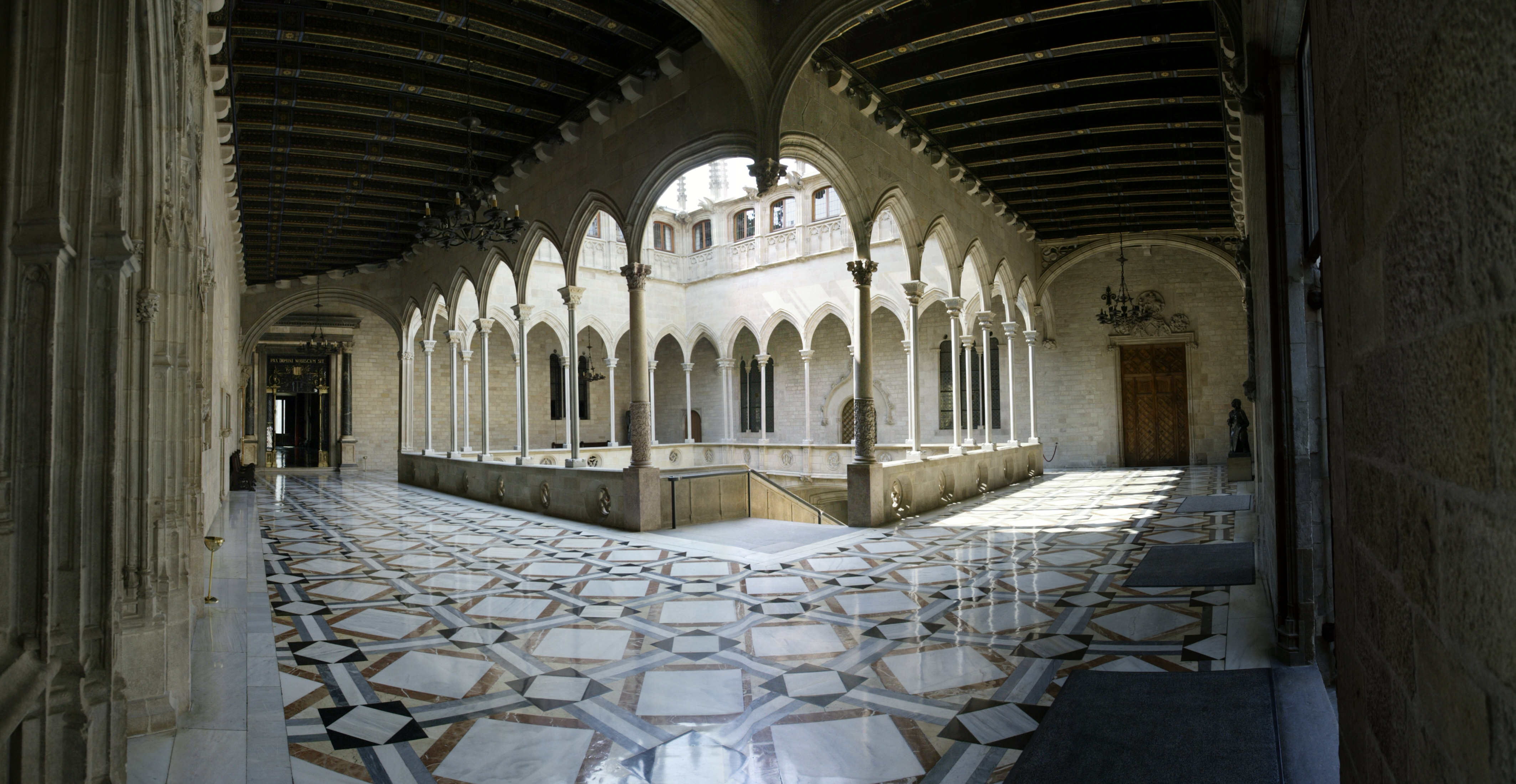
Interior del Palau de la Generalidad de Cataluña donde el 8 de diciembre de 1460 se constituyó el Consejo del Principado.

La detención del príncipe de Viana causó una honda conmoción en toda Cataluña y originó una inesperada ola de protestas. Las Cortes, bajo la dirección de los nobles y los patricios de la «Biga», decidieron el 5 de diciembre, antes de ser disueltas por el rey, formar una «comisión de las Cortes» que adoptara las medidas necesarias para conseguir la liberación del príncipe y la reparación de los agravios y que estaría integrada por la Diputación del General del Principado de Cataluña y por las personas que designara para que le asesoraran, incluida una representación de la ciudad de Barcelona. Así fue como se constituyó tres días después en la Casa de la Diputación en Barcelona el Consejo del Principado, que ostentaba «un título que jamás se había atribuido ningún organismo catalán» y que «reflejaba el ideal “pactista” propio del jusconstitucionalismo» que defendían la nobleza y el patriciado urbano catalanes. Según Carme Batlle, era una «auténtica revuelta contra el monarca», ya que la nueva institución se atribuía «funciones de soberanía popular».
Un grupo de jurisconsultos, encabezados por Joan Dusay, dictaminó que con la orden de detención de Carlos de Viana el rey había quebrantado las constituciones catalanas. Así la Diputación del General envió el 17 de enero un ultimátum al rey, de forma que a partir de ese momento, como ha destacado Jaume Vicens Vives, «se soldó definitivamente la causa del príncipe con la de las libertades de Cataluña». Dos semanas después, el 31 de enero, la Diputación del General y el Consejo del Principado acordaron añadir una nueva acusación al rey: la de haber quebrantado la ley sucesoria de la Corona de Aragón al no haber reconocido a Carlos de Viana como su «primogénito». Y el 7 de febrero se produjo el golpe de fuerza definitivo: los diputados y su Consejo decidieron proclamar a Carlos de Viana «primogénito» y formar un ejército para enfrentarse al rey Juan II, además de emprender la construcción de veinticuatro galeras. El 19 de febrero la Diputación del General culminaba el golpe al proclamarse poder supremo de Cataluña y ordenar a todos los oficiales reales que la obedecieran. «Así se consumó la revolución catalana del 7-8 de febrero de 1461», afirma Jaume Vicens Vives.

### El triunfo de los sublevados: la liberación de Carlos de Viana y la Capitulación de Villafranca

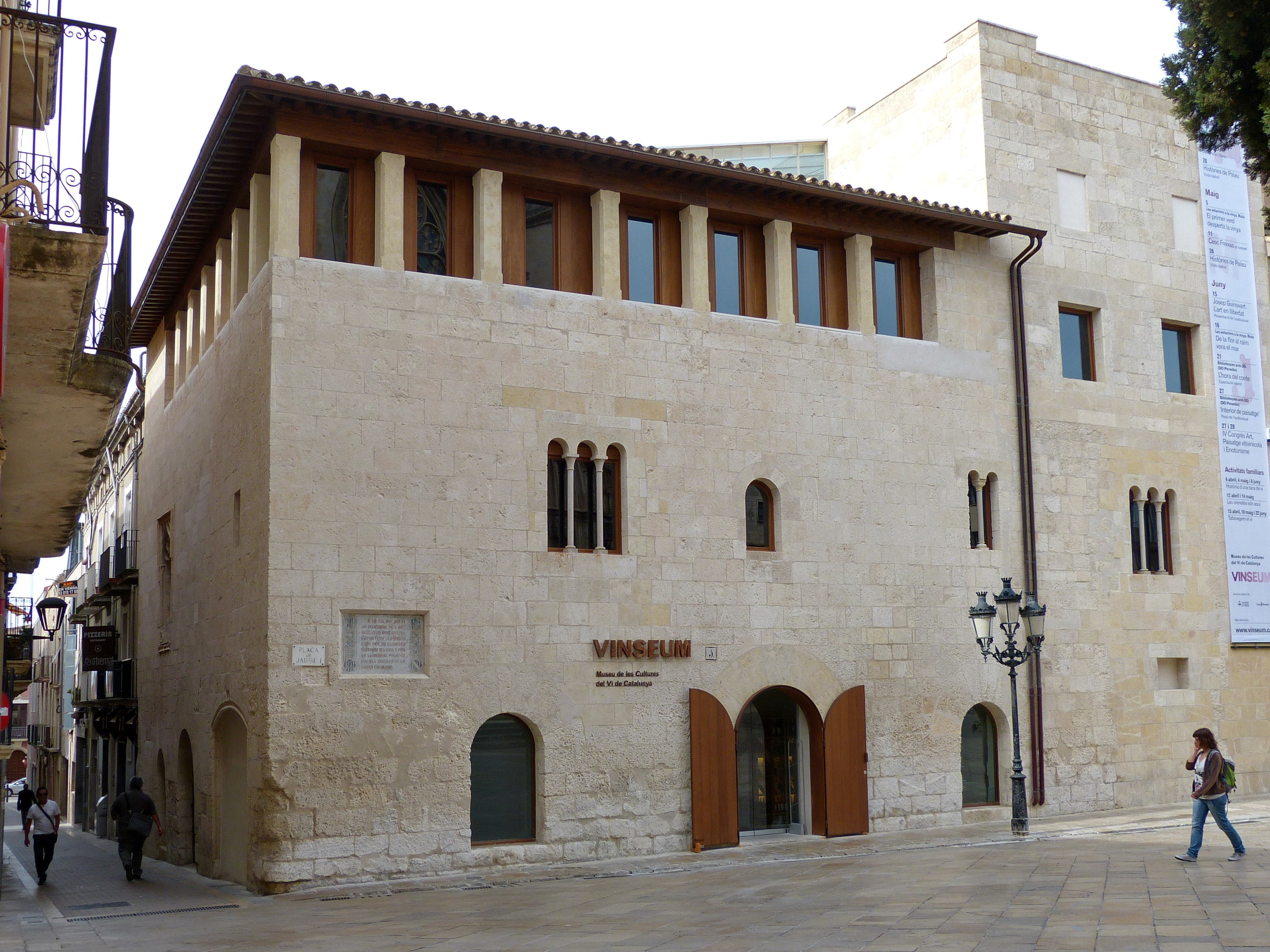
Palacio Real de Villafranca del Panadés, restaurado en 2012, donde probablemente se firmó la Capitulación de Vilafranca el 21 de junio de 1461.

El 23 de febrero de 1461 Juan II ordenó la puesta en libertad de Carlos de Viana, encarcelado en Morella, ante la amenaza que suponía el ejército reclutado por la Diputación del General del Principado de Cataluña que había salido de Barcelona en dirección a Fraga camino de Zaragoza, donde se encontraba el rey. También influyó en su decisión el temor a que se produjera una ofensiva castellana a favor de los beaumonteses, que estaban ganando posiciones en Navarra. «La monarquía capitula, en desastrosas condiciones, ante el levantamiento de Cataluña», sentencia Vicens Vives. La claudicación quedará rubricada cuatro meses después con la firma de la Capitulación de Vilafranca, «pieza capital en la historia del “pactismo” catalán y del derecho constitucional moderno», según Vicens Vives. Carmen Batlle ha señalado que con la Capitulación de Vilafranca «la oligarquía instauraba un sistema constitucional: el rey no podía entrar en Cataluña sin permiso de la Diputación del General y el príncipe se convertía en su lugarteniente aquí, con todo el poder ejecutivo en sus manos».
El 24 de junio, sólo tres días después de la firma de la Concordia de Villafranca, se celebró en la catedral de Barcelona la solemne proclamación de Carlos de Viana como lugarteniente general de Cataluña y el 31 de julio fue reconocida su primogenitura como heredero de la Corona de Aragón. Sin embargo, dos meses después, el 23 de septiembre de 1461, fallecía en Barcelona el príncipe de Viana. La noticia de su muerte causó una honda conmoción en toda Cataluña, convirtiéndolo en un mito dotado de poderes casi milagrosos ―«sant Karles de Catalunya», en el decir popular―.

### La lugartenencia de la reina Juana Enríquez tras la muerte de Carlos de Viana y la tensión con la oligarquía
Según lo dispuesto en la Capitulación de Vilafranca, al morir el príncipe de Viana la lugartenencia de Cataluña pasaba al infante Fernando, su medio hermano, que contaba nueve años de edad y que un mes después de la muerte de aquel ya había sido reconocido como «primogénito». Pero dada su incapacidad para gobernar debido a su edad, la reina Juana Enríquez sería quien ejercería la lugartenencia de Cataluña en su nombre en calidad de tutora ―«tudriu»―. Así que el 29 de octubre madre e hijo partieron para el Principado, lo que causó un «vivo desasosiego» ―en palabras de Vicens Vives― entre las autoridades catalanas, pues hacía solo seis meses que habían impedido que la reina entrara en Barcelona. La reina y el príncipe llegaron a Barcelona el 21 de noviembre y al día siguiente Juana acudió a la sede de la Diputación del General, donde juró cumplir lo estipulado en la Capitulación de Vilafranca. El principal cometido de la reina a partir de entonces sería conseguir de las autoridades catalanas que autorizaran la entrada del rey en el Principado, cuestión que planteó el 10 de diciembre, pero no consiguió su propósito. Con ese objetivo pidió ayuda al Sindicat dels Tres Estaments i poble de Barcelona de la «Busca», lo que suscitó los temores de la oligarquía de la «Biga» a que se produjera un levantamiento realista.
La tensión entre la reina y las autoridades catalanas fue creciendo a lo largo del mes de diciembre, atizada entre otros motivos por el rumor de que el añorado príncipe de Viana, considerado cada vez más por la población un santo con poderes milagrosos, había sido envenenado por la reina. Además, en las comarcas de Gerona acababa de estallar la rebelión de los campesinos remensas encabezada por Francesc de Verntallat ―un campesino acomodado― porque sus señores, aprovechando la recuperación de su posición de fuerza tras la firma de la Capitulación de Vilafranca, intentaban cobrar de nuevo los malos usos dejados en suspenso por la sentencia interlocutoria de Alfonso el Magnánimo de 1455 y la oligarquía temía que los remensas pudieran aliarse con el rey ―lo que efectivamente acabaría ocurriendo―.
La tensión entre la oligarquía y la reina se recrudeció en febrero de 1462 cuando esta ordenó la detención de Joan de Copons, un destacado miembro de la facción antirrealista acusado de asesinato, y cuando por su parte el Consejo de Ciento dispuso una serie de medidas en contra de los miembros del «movimiento de los síndicos» de la Busca que el 24 de febrero se había presentado ante la reina, junto con «muchos menestrales envalentonados», para pedir la vuelta del rey a Cataluña ―como consecuencia del llamado «complot de San Matías» fueron detenidos cuarenta y dos miembros del Consejo de Ciento presuntamente implicados en la conspiración, al considerarse que habían violado la Capitulación de Vilafranca―. Al mismo tiempo la facción antijuanista encabezada por el conde de Pallars Hugo Roger se iba haciendo con el control del Consejo del Principado, frente al grupo realista encabezado por el arzobispo de Tarragona Pedro de Urrea.

## Desarrollo de la guerra

### Los primeros meses: mayo-septiembre de 1462
Ante el clima cada vez más hostil que se encontró en una Barcelona dominada por la Biga y temiendo por la seguridad de su hijo, la reina Juana Enríquez comunicó el 23 de febrero de 1462 que partía para Gerona. Ante este anuncio y la noticia de que los remensas se preparaban para enviar una embajada a la corte para pedir la entrada del rey en Cataluña, el Consejo del Principado, dominado ya por la facción antijuanista, decidió el 5 de marzo formar un ejército para acabar con la rebelión remensa ―decisión que fue ratificada tres días después por los diputados de la Generalitat―. Como ha destacado Vicens Vives, «tamaña medida era un verdadero reto de los elementos revolucionarios a la monarquía, una usurpación de preeminencias soberanas». La respuesta de la reina fue partir para Gerona, adonde llegó hacia el 15 de marzo. Allí ratificó su orden de disolución de los grupos armados remensas; envió dos oficiales reales a la Montaña gerundense para hacer que se cumpliera. Pero, como estas disposiciones no acabaron con la rebelión, la reina se decidió por intentar alcanzar una tregua; con este propósito se puso en contacto con el dirigente remensa Francesc de Verntallat.

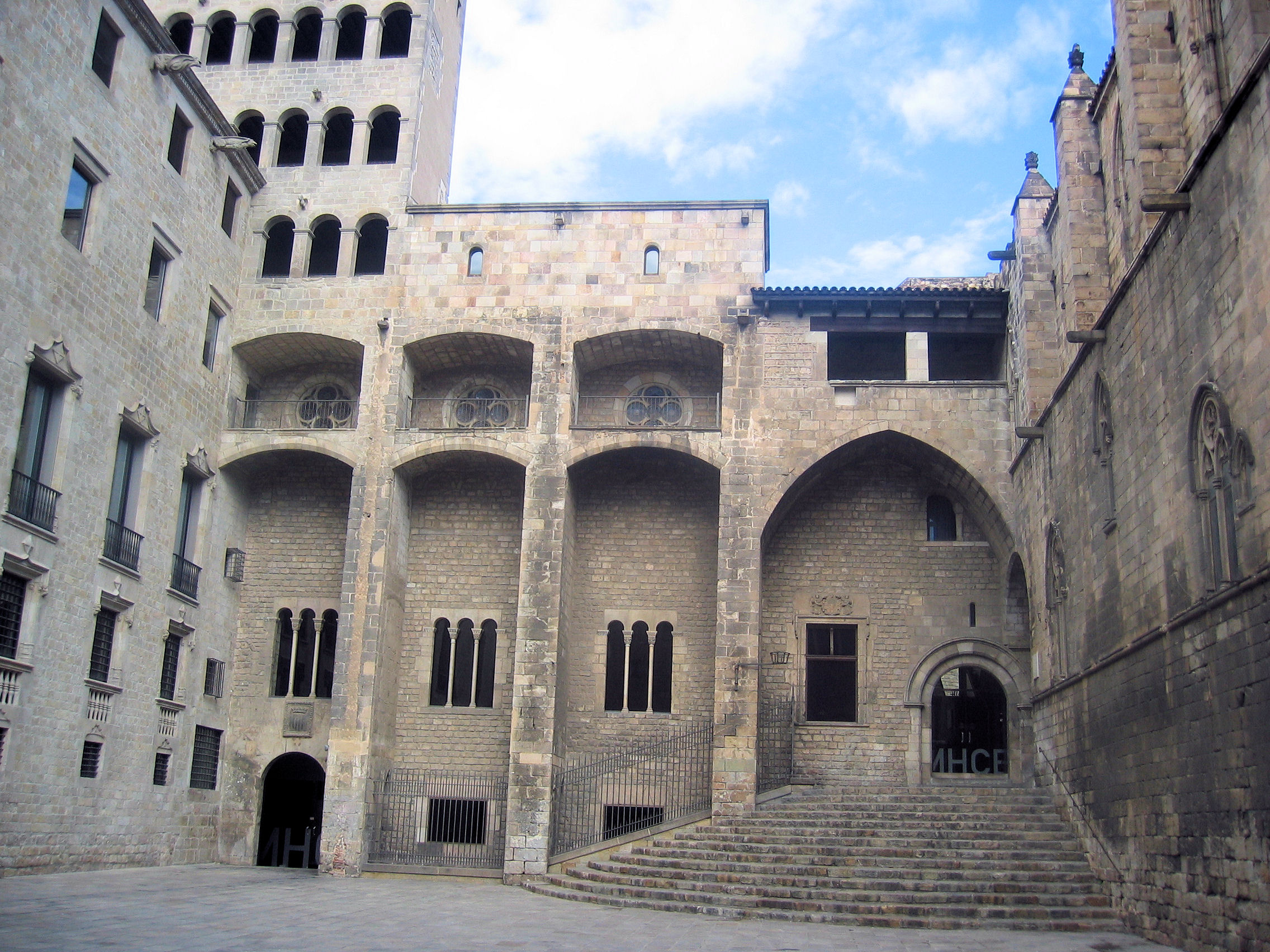
Plaza del Rey de Barcelona donde a finales de mayo de 1462 fueron expuestos los cadáveres de varios miembros de la Busca ejecutados al haber sido condenados sumariamente por encabezar una supuesta conjura realista. Este hecho se suele considerar como el inicio de la guerra civil catalana.

Mientras tanto, en Barcelona ―donde los enfrentamientos entre juanistas y antijuanistas eran cada vez más frecuentes― comenzó la recluta del ejército que debía acabar con la rebelión remensa y que también estaba dirigido contra todos los que «tratan contra la Capitulación», a lo que la reina desde Gerona manifestó su más firme oposición por ser un acto ilegal al haber usurpado una prerrogativa del lugarteniente de Cataluña, cargo que ostentaba ella misma en nombre de su hijo el príncipe Fernando. El Consejo del Principado, a propuesta del obispo de Vic, le contestó declarando nulas sus decisiones, alegando que estaba mal informada y aconsejada.
Asimismo, mientras destacados realistas eran encarcelados, era puesto en libertad Juan de Copons, convertido así en uno de los jefes del movimiento revolucionario. También fue confiscada una carta del correo de la reina ―«un hecho gravísimo», según Vicens Vives― y el veguer de Barcelona fue detenido, sus bienes confiscados y su casa demolida por haber puesto en libertad por orden de Juana a algunos realistas presos. La escalada antijuanista en Barcelona culminó el 19 y el 21 de mayo, cuando seis destacados buscaires fueron ejecutados tras haber sido condenados sumariamente por encabezar una supuesta conjura que pretendía favorecer la entrada del rey en el Principado y entregar la ciudad de Barcelona a la reina ―se les condenó por «fer e tractar concitació, sedició, tumults e conspiració» (‘hacer y tratar concitación, sedición, tumultos y conspiración’)―. Los cadáveres de las personas más importantes de entre los seis ajusticiados fueron expuestos en la Plaça del Rei con vestidos negros y a la luz de varios cirios, para que sirvieran de escarmiento a futuros conspiradores. Como ha afirmado Jaume Vicens Vives, «la revolución y la guerra civil se iniciaban, a la par, con la sangre de aquellas víctimas barcelonesas». Para Carme Batlle, «estas sentencias del mes de mayo de 1462 consumaron la división entre la monarquía y la Generalitat en manos de una oligarquía nobiliaria y urbana decidida a separarse de un monarca que no respetaba sus privilegios, identificados con los de Cataluña. La guerra había empezado». Según F. Xavier Hernández Cardona, «la oleada de terror reaccionaria fue lo que precipitó la Guerra Civil e impidió una solución negociada».
El 23 de mayo de 1462 salió de Barcelona el grueso del ejército reclutado por la Diputación del General, a cuyo frente había nombrado a Hug Roger III de Pallars Sobirá, conde de Pallars, para dirigirse hacia Gerona con el propósito de acabar con la revuelta remensa, pero también con la finalidad de apoderarse de la reina y del «primogénito», el príncipe Fernando. Ante esta amenaza, Juana había tomado diversas medidas, entre las que destacó la de coligarse con los remensas, que formaron un ejército a cuyo frente se situó Verntallat. Este fue derrotado cerca de Hostalrich, plaza estratégica situada entre Barcelona y Gerona que había sido tomada el 23 de mayo por una avanzadilla del ejército de la Diputación. En consecuencia, el conde de Pallars ya no encontró ningún obstáculo para plantarse a las puertas de Gerona.
Ante la noticia de la inminente llegada del ejército de la Diputación del General al mando del conde, la reina, el príncipe Fernando y su séquito formado por nobles y funcionarios fieles a Juan II se encerraron en la Força Vella, la ciudadela de Gerona, donde establecieron un sistema defensivo propio diferenciado del de la «ciudad baja» y mucho mejor pertrechado.
A primera hora de la tarde del 6 de junio, domingo de Pentecostés, el ejército de la Diputación del General al mando de conde de Pallars llegó a las murallas de la ciudad y poco después consiguió irrumpir en la ciudad prendiendo fuego a una de sus puertas. El 17 de junio, día del Corpus Christi, tuvo lugar el intento del asalto a la Força Vella, pero los asediados consiguieron rechazar los ataques. Tras este fracaso, el conde de Pallars recurrió a otras formas de hacerse con la Força, pero ninguna funcionó. Sin embargo, dentro de la Força ―bombardeada diariamente― empezaron a faltar los alimentos y las municiones, por lo que la situación era cada vez más angustiosa.

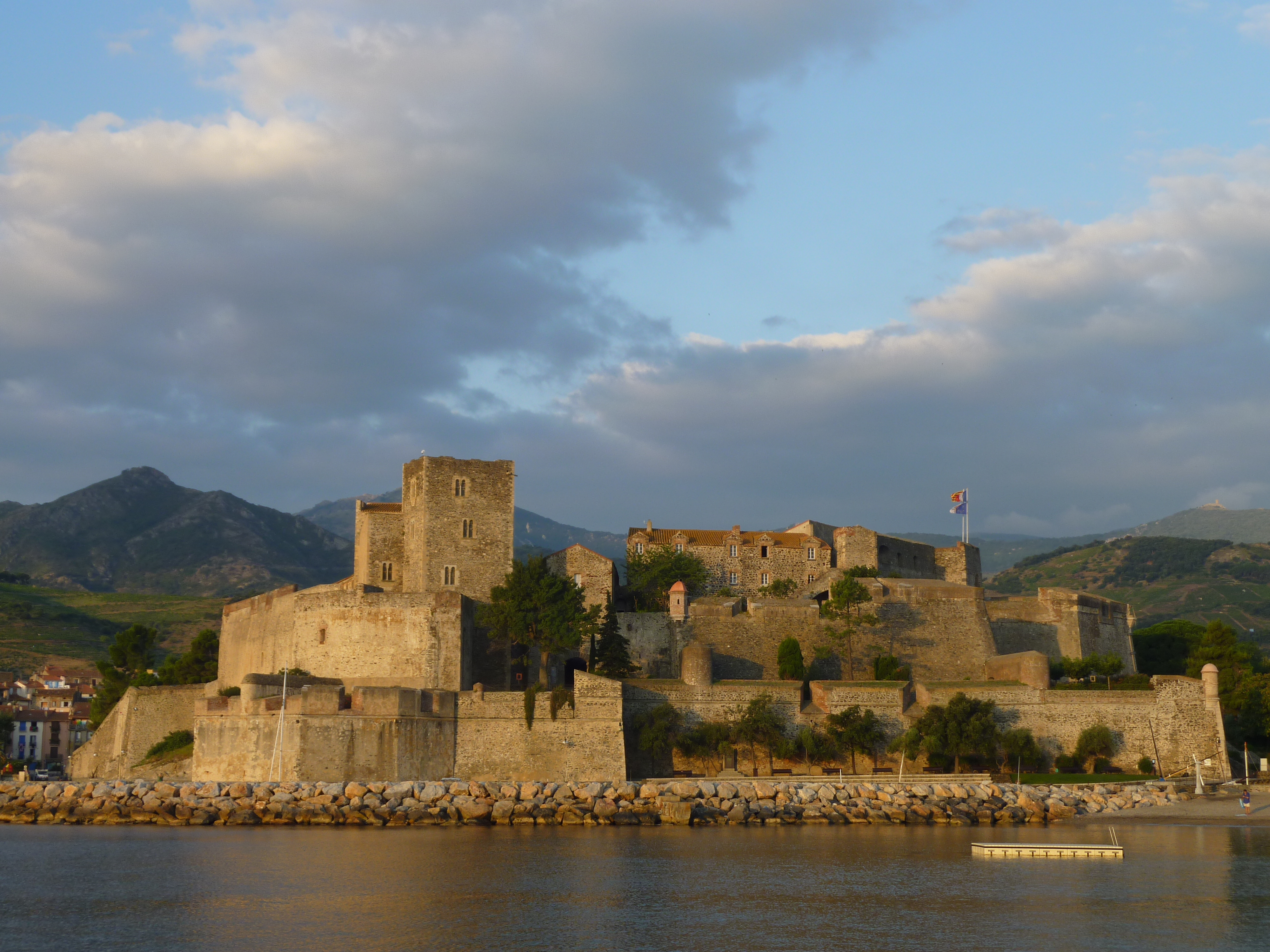
Castillo Real de Colliure que según el Tratado de Bayona pasaría a manos del rey Luis XI de Francia como garantía del pago de la ayuda a Juan II de Aragón en la guerra que mantenía contra la instituciones catalanas rebeldes.

Mientras tanto, Juan II de Aragón y Luis XI de Francia, que se habían entrevistado en Sauveterre, en la frontera navarra, habían alcanzado un acuerdo en Bayona, gracias a la mediación de Gastón IV de Foix, yerno de rey aragonés, que puso fin momentáneamente a la tradicional rivalidad entre las coronas de Aragón y de Francia. Según el tratado de Bayona, que Juan II firmó el 21 de mayo, el rey de Francia se comprometía a enviar un ejército a Cataluña para someter a los rebeldes. A cambio el de Aragón le pagaría en dos o tres años doscientos mil escudos (trescientos mil en caso de que los combates se extendieran a los reinos de Aragón o de Valencia), pero hasta que no se hubiera completado la entrega de esa cantidad, el monarca francés ejercería la jurisdicción y percibiría los derechos y rentas de la Corona de los condados de Rosellón y de Cerdaña. Además, los castillos de Perpiñán y de Colliure pasarían a manos del soberano francés desde el comienzo de la campaña. Eran unas duras condiciones para Juan II, pero, como ha destacado Jaume Vicens Vives, «la situación desesperada de su esposa e hijo en Gerona, el desencadenamiento de la revolución en Cataluña, no le dejaban abierta otra puerta. Tenía que claudicar y lo hizo con resentimiento, prometiendo vengarse». Por su parte, el Consejo del Principado, en cuanto tuvo conocimiento del acuerdo, difundió la falsa noticia de que el rey Juan II había cometido la traición de entregar al rey francés los condados de Rosellón y de Cerdaña, lo que acrecentó los ánimos antijuanistas por toda Cataluña.
Poco después de la firma del acuerdo de Bayona y a la espera de que las tropas de Luis XI penetraran en Cataluña por el norte, Juan II decidió el 5 de junio entrar con un ejército en Cataluña ―se apoderó el 7 de junio de Balaguer―, lo que contravenía lo estipulado en la Capitulación de Vilafranca. Este fue el principal argumento utilizado por el Consejo del Principado, junto con su liga con el rey francés, para declarar a Juan II «enemigo de la cosa pública» y «enemigo de la tierra» cuatro días después, condena que el día 11 de junio se extendió a la reina Juana Enríquez. El día 16 una hueste ―la Bandera de Barcelona― al mando del capitán Joan de Marimón partió de Barcelona para dirigirse a las tierras de Lérida para hacer frente a Juan II.
De acuerdo con lo estipulado en Bayona, a principios de julio un ejército compuesto por unos diez mil soldados al mando de Gastón IV de Foix ―«una fuerza poco menos que irresistible para los catalanes adversarios de Juan II, los cuales ni reuniendo todos los hombres movilizados… podrían llegar a alcanzar diez mil hombres»― penetró en el Rosellón; ocupó el día 10 Salses, la «llave de España», ―ese mismo día Juan II ocupaba Castelldánsens en el frente de poniente― y el día 21 el castillo de El Voló, dejando atrás Perpiñán, Elna y Colliure. En El Voló Gastón de Foix recibió una carta de la reina Juana Enríquez que consiguió atravesar las líneas de los asediadores en la que le pedía que acudiera rápidamente a levantar el cerco, pues en la Força solo estaban en condiciones de aguantar una semana más.

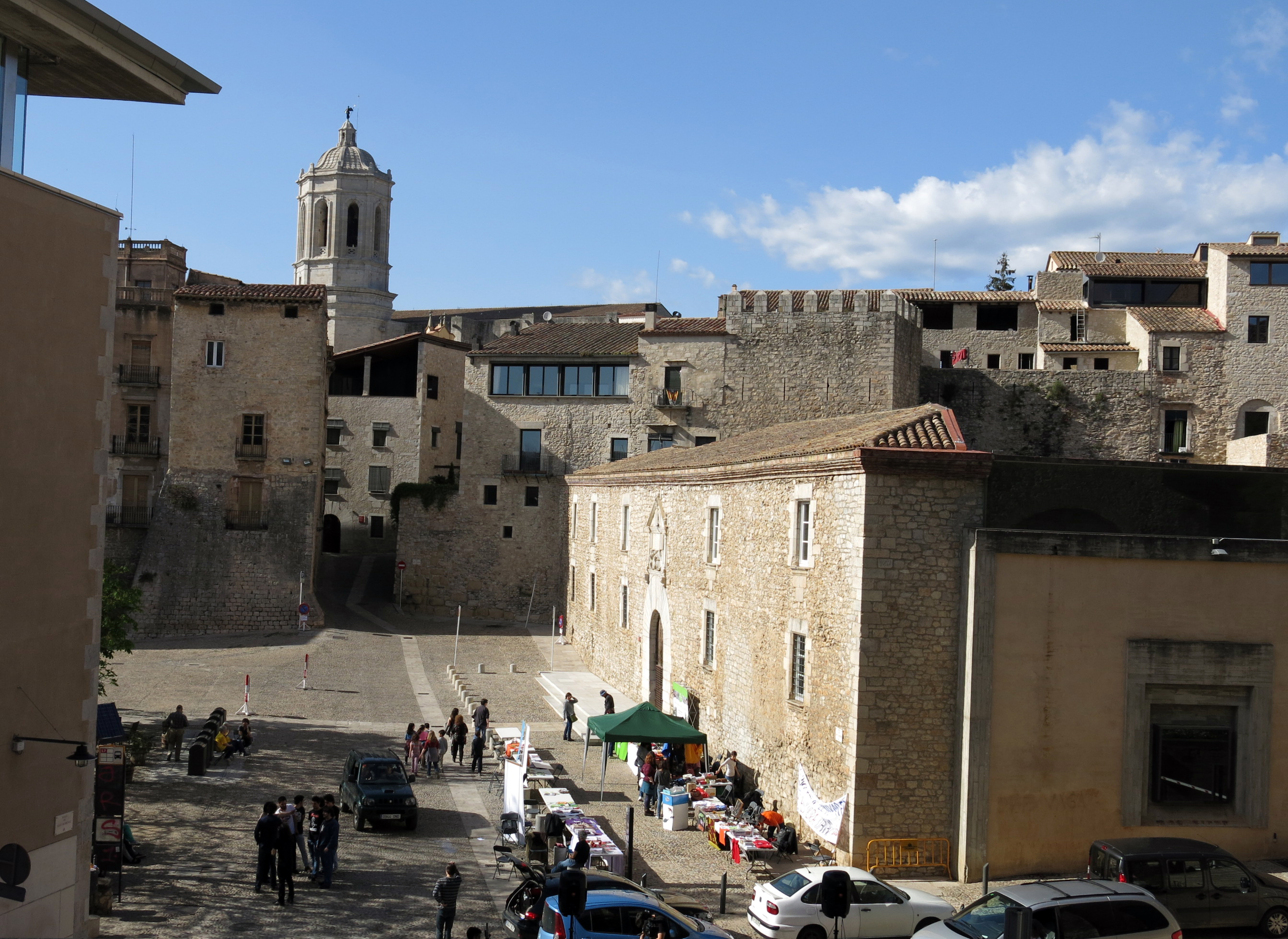
Vista de la antigua Força Vella de Gerona con el campanario de la catedral al fondo y a la izquierda la torre Rufina que defendía la puerta de la muralla de la Força por donde intentaron penetrar en la fortaleza las huestes del conde de Pallars el 17 de junio de 1462.

Gastón de Foix hizo caso a la angustiosa carta de la reina y dirigió una parte de su ejército ―entre cuatro mil quinientos y seis mil hombres― hacia Gerona; en tan solo dos días se plantó a las puertas de la ciudad y entró en ella sin combatir, ya que las fuerzas del conde de Pallars, muy inferiores en número ―el ejército de la Diputación del General se había reducido a unos setecientos hombres a causa de la desbandada general―, se habían retirado a Hostalrich ante la noticia de la inminente llegada de los «piteus» ―junto con el de «gavatxos», nombre despectivo con el que nombran a los franceses los documentos catalanes de la época―. Así, el 23 de julio fue levantado el asedio de La Força y fueron liberados el príncipe Fernando y la reina Juana Enríquez. Por otro lado, en el frente de poniente, ese mismo día 23 de julio las huestes del rey Juan II derrotaban a la Bandera de Barcelona en la batalla de Rubinat y una semana después cayó en poder de Juan II Tárrega, mientras la Bandera de Barcelona se replegaba hacia Cervera.
Un mes después del levantamiento del asedio de la Força Vella, el ejército de Gastón de Foix se dirigió a Barcelona para emprender su asedio, aun a costa de dejar desguarnecido el Rosellón y el Ampurdán. Como ha señalado Jaume Vicens Vives, «el campo realista consideraba que una vez sometida la capital catalana el resto del país caería en sus manos como breva madura». El ejército de Gastón de Foix salió de Gerona en dirección a Barcelona el 1 de septiembre y el día 4 pasó junto a Hostalric sin detenerse en asediar la villa. En su avance hacia el sur, fue hostigado desde la costa por el ejército del conde de Pallars, que evitó un choque frontal dada su notable inferioridad y su intención de alcanzar Barcelona intacto para participar en su defensa. El 9 de septiembre el ejército francés arribaba a Moncada, la llave de entrada del Llano de Barcelona, después de haber pasado por Sant Celoni, Granollers y Montmeló. Tras expugnar el castillo de Montcada, instaló su campamento en San Andrés; el día 12 llegó allí el rey Juan II procedente de Martorell y San Cugat del Vallés y se reunió con su esposa y su hijo después de casi un año de separación.

### El «reinado» de Enrique IV de Castilla (1462-1463)

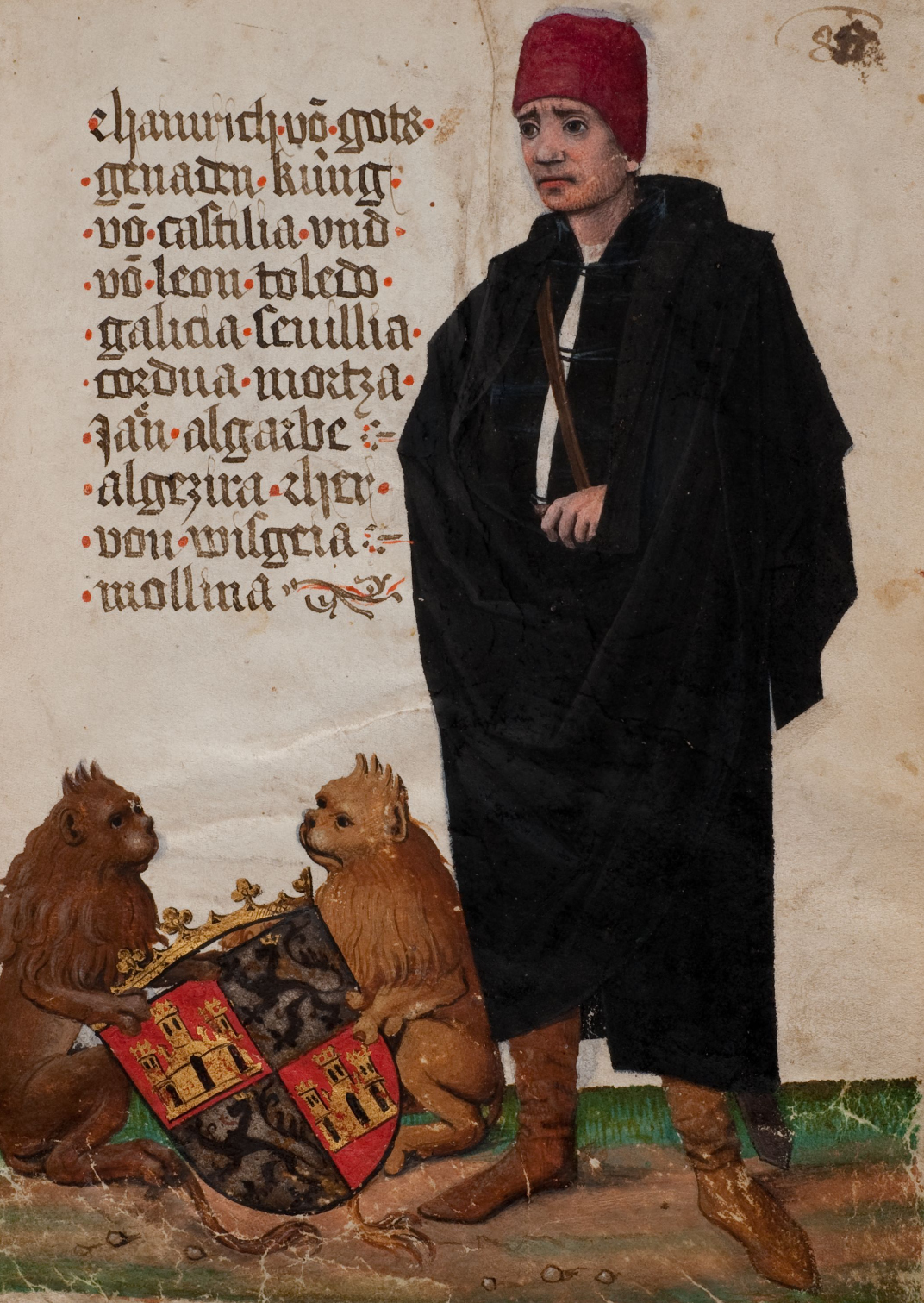
Miniatura que representa al rey Enrique IV de Castilla, proclamado por las instituciones catalanas rebeldes a Juan II de Aragón soberano del Principado de Cataluña el 12 de septiembre de 1462.

El mismo 12 de septiembre de 1462 en que Juan II se unió a las tropas de Gastón de Foix y volvió a reunirse con su esposa y con su hijo, tuvo lugar en Barcelona la solemne proclamación por las instituciones catalanas rebeldes de Enrique IV de Castilla como nuevo soberano del Principado de Cataluña. Previamente, en el mes de agosto, el Consejo del Principado había tomado una decisión de enorme trascendencia: deponer al rey Juan II, a su esposa y a su hijo ―siguiendo, entre otras, las ideas del dominico Joan Cristófor de Gualbes, que defendía la tesis de que la “res publica” estaba por encima del príncipe y que por tanto podía ser depuesto en caso de tiranía― y ofrecer la corona al rey Enrique IV de Castilla, como jefe de la rama principal de los Trastámara que desde el compromiso de Caspe también reinaba en la Corona de Aragón. Como ha señalado Carme Batlle, Enrique IV era «el único aliado posible» tras el pacto sellado entre Juan II de Aragón y Luis XI de Francia.
Sin embargo, la intención inicial del Consejo del Principado, de acuerdo con las autoridades municipales de Barcelona, no fue ofrecer la corona a Enrique, sino pedirle ayuda militar ―«socors» (‘socorros’)― para expulsar al ejército francés de Cataluña, y para ello se decidió enviar una embajada a Castilla encabezada por Joan de Copons con el encargo de que solicitara al rey castellano el envío de dos mil hombres a caballo. Pero, al conocerse la salida del conde de Foix de Gerona, las autoridades catalanas consideraron que conseguir la ayuda militar no era suficiente y dieron el paso de ofrecer a Enrique IV la corona, pensando que de esta forma ligarían más firmemente al rey castellano a su causa. Así el 11 de agosto se reunieron el Consejo de Ciento del municipio de Barcelona y el Consejo del Principado; ambos acordaron nombrar a Enrique IV «señor del Principado de Cataluña» ―«para la salvación y restauración del dicho Principado y de la cosa pública de aquél y de las personas y bienes de los poblados en aquél, debe ser proclamado y tomado en y por señor del Principado el serenísimo Enrique, rey de Castilla», se decía en el documento aprobado por las dos instituciones―, quien se debía comprometer a cambio a respetar las leyes catalanas y la Concordia de Vilafranca de 1461. Inmediatamente fueron informadas de la decisión las principales ciudades catalanas y al día siguiente, como Joan Copons ya había salido para Castilla, se le envió una carta en la que le comunicaban el cambio en el objetivo de su misión, acompañada de otra dirigida al rey de Castilla en la que se decía que, «apartados los dichos rey, reina y descendencia», «os ofrecemos e presentamos este Principado, como vacante y destituido de señor».
El 15 o 16 de agosto se produjo en Atienza la entrevista de Joan Copons con el rey Enrique de Castilla, en la que aquel le manifestó, según un cronista castellano, que «todos los de aquel Principadgo e sus ciudades e villas muy conformes, e sin discrepación alguna de los tres estados, avemos elegido a vuestra Real celsitud por nuestro Rey legítimo e verdadero señor natural, a quien segund derecho divino e humano por recta descendencia la casa de Aragón e Principadgo de Cataluña pertenece». El rey le contestó que antes de aceptar debía consultar al Consejo real, aunque él era favorable a la propuesta porque «yerro manifiesto sería e cobardía de corazón dexallos de rescebir» a los «vasallos que se me dan sin ellos conquistar». Ocho días después la corte se trasladó a Segovia, donde se había convocado la reunión del Consejo; este dio su parecer, proponiendo al monarca que aceptara el ofrecimiento, aunque una parte de él se opuso «porque era contra su tío» (Juan II de Aragón). Durante la reunión se solicitó la presencia del embajador catalán Joan Copons para que explicara la propuesta y este pidió «que el rey los aceptase por vasallos, pues ya le tenían elegido por su rey, y el señorío de Aragón e Cataluña le pertenecía». Copons volvió a insistir en la necesidad de enviar inmediatamente hombres de armas para la defensa del Principado. Tras la aceptación ―«esta alianza le interesaba no sólo para combatir al partido nobiliario castellano en el que militaba el rey aragonés, sino también para deshacer el poder de este en Navarra y Cataluña en espera de conseguir convencer a Aragón y Valencia para sumarse al dominio castellano», afirma Carme Batlle― el rey decidió enviar a Cataluña dos mil quinientos hombres a caballo al mando de Juan de Beaumont, prior de la orden de San Juan de Jerusalén del reino de Navarra, y de Juan Torres, caballero de Soria. El día 1 de septiembre llegó a Barcelona la noticia de la aceptación y al día siguiente se celebró un solemne tedeum en la catedral. El día 11 Enrique IV otorgó poderes a Juan de Beaumont y a Juan Ximénez de Arévalo para que actuaran como sus lugartenientes en Cataluña.

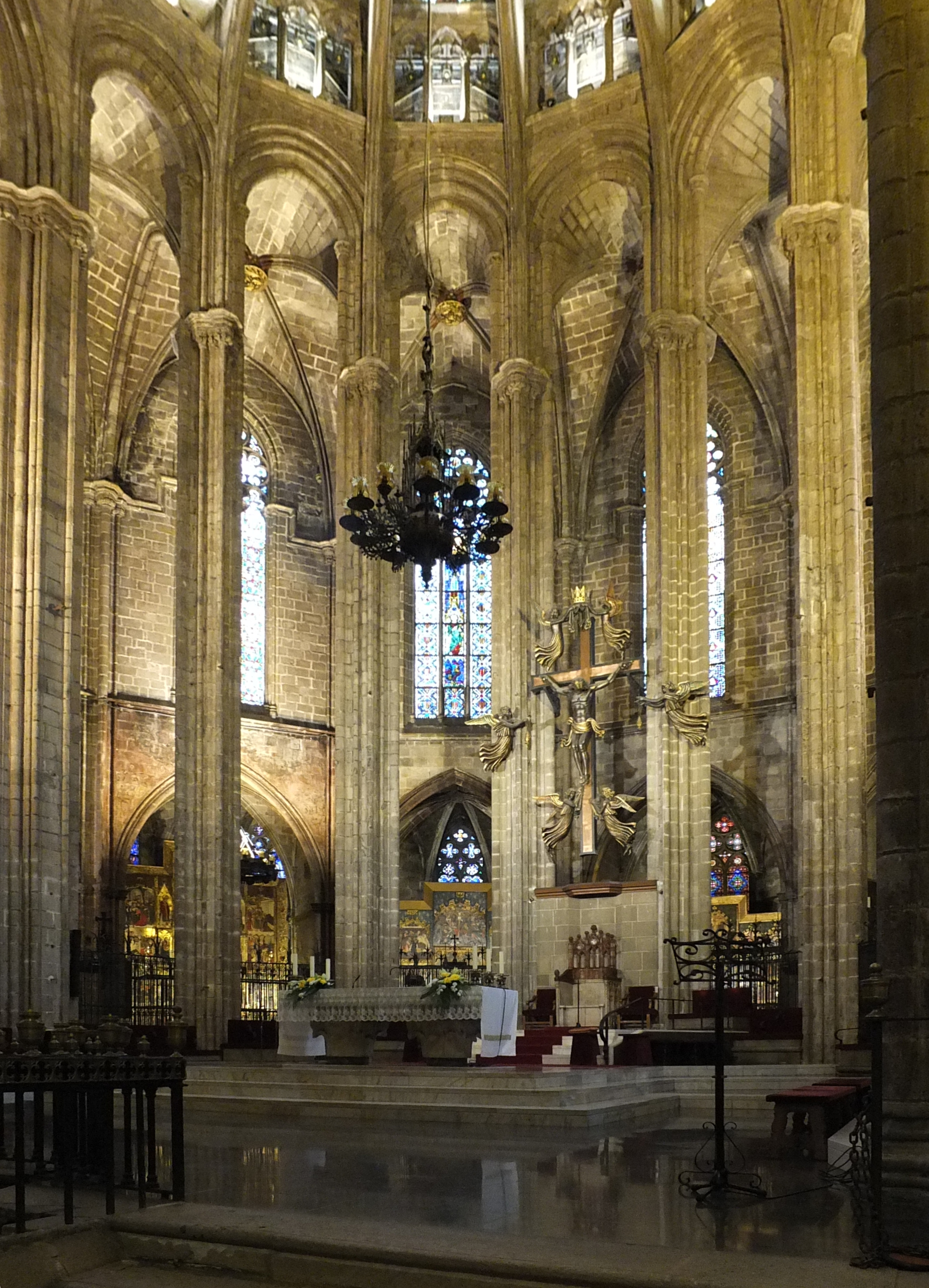
Altar mayor de la catedral de Barcelona donde el 11 de noviembre de 1462 los dos lugartenientes enviados por Enrique IV de Castilla juraron en su nombre las leyes catalanas.

El 13 o el 14 de septiembre el bando realista inició el asedio de Barcelona, pero el 3 de octubre tuvo que levantarlo ante el fracaso de los sucesivos intentos de tomar la ciudad y ante la inminente llegada de los refuerzos castellanos que, de continuar, lo atraparían entre dos fuegos. Las tropas realistas entonces se dirigieron por San Cugat del Vallés y Martorell ―que no pudieron tomar― a Villafranca del Panadés, que ocuparon y saquearon el 9 de octubre tras fuertes combates, y después a Tarragona, que fue ocupada el 31. Esta se convirtió a partir de entonces en «una importante base de operaciones militares y políticas realistas». Allí establecerá Juan II su corte y allí tendrá su sede la Diputación del General del Principado de Cataluña realista.
El 24 de octubre, poco antes de la toma de Tarragona por los realistas, habían llegado a Barcelona Juan de Beaumont y Ximénez de Arévalo como lugartenientes generales del Principado en nombre de Enrique IV —en la carta de Enrique IV que llevaban se decía que sus lugartenientes, que actuarían «ambos conjuntamente», prometerían en su nombre que «nos tendremos e guardaremos sus fueros e usos e costumbres e privilegios e libertades del dicho Principado»—. En aquel momento los realistas solo controlaban Gerona y Tarragona y algunas plazas fuertes, mientras que la mayor parte Cataluña se mantenía fiel a la Diputación del General y al Consejo del Principado. Por esta razón, el rey y el conde de Foix decidieron buscar refugio en el reino de Aragón, que permanecía fiel a Juan II; el día 12 de noviembre llegaron a Balaguer después de pasar por Montblanch.
El 11 de noviembre Juan de Beaumont y Juan Ximénez de Arévalo juraron en nombre de Enrique IV las leyes catalanas ante el altar mayor de la catedral. Dos días después una comisión muy numerosa de las instituciones catalanas juró fidelidad al rey de Castilla (Enrique I de Cataluña) con la siguiente fórmula: «promitiums esse fideles et legales eidem domino regi ut nostri et eorum domino naturali».
Un mes después el ejército de Gastón de Foix llegó a Zaragoza, cuya población lo aclamó, pero se negó a enfrentarse al ejército castellano que, al mando de Juan de Híjar, cuñado de Juan de Beaumont, había ocupado Belchite. Tras negociar con él una tregua, en enero de 1463 se retiró a Navarra, donde acabó disolviéndose; Gastón de Foix regresó al Bearne.
En enero de 1463 otro ejército de Luis XI al mando del duque de Nemours ocupó el condado del Rosellón, tomando el día 8 Perpiñán y el 13 Colliure ―la ocupación del condado de Cerdaña tendría lugar meses después: Puigcerdá fue tomada el 16 de junio―. Y al mismo tiempo el rey francés envió un embajador a Castilla, aliada tradicional del reino de Francia, para que se entrevistara con Enrique IV, quien en aquellos momentos dudaba en asumir el título de rey de la Corona de Aragón, dado que los reinos de Aragón y de Valencia se mantenían fieles a Juan II y no se habían sumado a la rebelión catalana. De las gestiones del embajador de Luis XI surgió la idea de que el rey francés, como aliado de ambos contendientes, actuara como árbitro en el conflicto que enfrentaba a Enrique IV con Juan II de Aragón. Así a principios de abril comenzaron las negociaciones entre los representantes del rey de Castilla y del de Aragón junto con los delegados del soberano de Francia y el día 23 Luis XI hizo pública la sentencia arbitral de Bayona.
En ella se proponía que Enrique IV renunciara al Principado de Cataluña y a todas las localidades y castillos que había ocupado en los reinos de Aragón, de Valencia y de Navarra a cambio de recibir la merindad de Estella en el reino de Navarra ―lo que Juan II nunca cumplió― y que por su parte Juan II concediese una amnistía general y reconociese la Capitulación de Vilafranca, con la condición de que los catalanes se sometieran a su autoridad en un plazo de tres meses. El 13 de junio de 1463 se conoció oficialmente en Barcelona la renuncia de Enrique IV como señor del Principado gracias a una carta de los embajadores catalanes en Castilla.

### El «reinado» del condestable Pedro de Portugal (1464-1466)

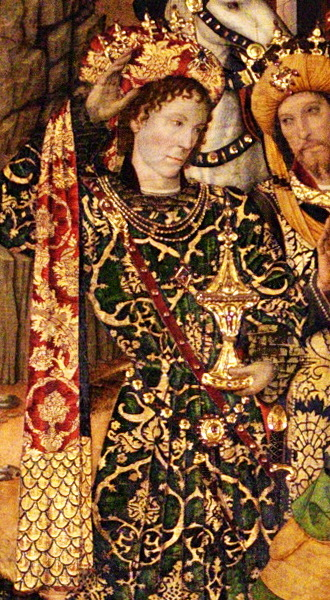
Supuesto retrato de Pedro de Portugal que aparece en el Retablo del Condestable pintado por Jaume Huguet. Pedro se lo encargó nada más llegar a Barcelona en enero de 1464 como nuevo soberano del Principado de Cataluña.

El 27 de octubre de 1463 la Generalidad de Cataluña ofreció la corona de Aragón al condestable Pedro de Portugal. Este ya se había brindado a las autoridades catalanas en noviembre de 1462 para recibir el señorío del Principado, siendo rechazada cortésmente su propuesta. Pero volvió a reiterarla en una carta que fue leída en Barcelona el 13 de octubre y en la que de nuevo alegó sus derechos sucesorios a la Corona como nieto de Jaime II de Urgel, el pretendiente al trono desbancado por Fernando de Antequera en el compromiso de Caspe. Sin embargo, en la elección del condestable de Portugal (Pedro IV de Cataluña) las autoridades revolucionarias catalanas no sólo valoraron estos derechos sucesorios, sino que también consideraron, según Vicens Vives, «su acreditado valor militar, el apoyo que podría recibir de Portugal y las excelentes relaciones familiares que le anudaban con la corte de Felipe el Bueno de Borgoña. Sobre todo, se lo imaginaron como un ‘’condottiero’’ que llevaría a buen puerto la guerra contra Juan II». Como tal fue recibido con gran solemnidad cuando desembarcó en Barcelona el 21 de enero de 1464, según Vicens Vives, o el 27 de enero, según Santiago y Jaume Sobrequés, traído por dos galeras catalanas que habían zarpado el 1 de noviembre. No es casualidad que la Generalidad al nombrarlo antepusiera el título de ‘’duc’’ (jefe militar) al ‘’cap de la cosa pública’’ (cabeza del Estado). Unos días antes Juan de Beaumont había renunciado a la lugartenencia de Cataluña en nombre de Enrique IV.
Una vez descartada la amenaza castellana en aplicación de la sentencia arbitral de Bayona, Juan II desplegó una ofensiva para ocupar la parte oriental de Cataluña. Así en marzo de 1464 comenzó el sitio de Lérida dirigido por él personalmente y el 6 de julio consiguió que la ciudad capitulara. Este descalabro para la causa rebelde obligó a Pedro de Portugal a abandonar su forma autoritaria de detentar poder y restablecer en agosto el Consejo del Principado, el principal organismo revolucionario, que había disuelto cinco meses antes.
En ese mismo mes de agosto, Pedro de Portugal sufrió un nuevo revés cuando el día 25 Juan de Beaumont se pasó al bando realista y entregó Villafranca del Panadés, población que el condestable había confiado a su custodia. La noticia causó una enorme conmoción en el bando rebelde por la significación del personaje ―era el jefe del partido beaumontés que luchaba contra Juan II en la guerra civil de Navarra y había sido el lugarteniente de Enrique IV de Castilla cuando este asumió la soberanía del Principado de Cataluña― y por la posición estratégica de la plaza. Pedro Portugal lo tildó de «traidor, ladrón y perjuro», mientras que Juan II se reconcilió con él y firmó en Tarragona el 22 de noviembre la paz con los beaumonteses que puso fin a la guerra civil de Navarra.
En cuanto a las razones que impulsaron a Juan de Beaumont a cambiar de bando, se ha señalado su progresivo distanciamiento del nuevo soberano de Cataluña a causa de la detención, y en ciertos casos tortura, de algunos dirigentes revolucionarios ―entre los que se encontraban el abad de Montserrat Antoni Pere Ferrer, su sobrino Joan Pere Ferrer, el antiguo capitán de la Bandera de Barcelona Joan Bernat de Marimon y el noble Francesc de Pinós― acusados de haber participado en una conspiración contra él ―por lo que tal vez Juan de Beaumont también temía por su propia seguridad―, a lo que habría que añadir el acuerdo firmado en Pamplona el 9 de junio entre Juan II y Enrique IV de Castilla que suponía la pacificación de Navarra y la retirada definitiva del apoyo del rey castellano a los rebeldes catalanes.
Tras la pérdida de la estratégica plaza de Villafranca del Panadés, Pedro de Portugal reunió en Barcelona un nutrido contingente de tropas para hacer frente a la previsible ofensiva de las fuerzas realistas fieles a Juan II. En efecto, estas abordaron el asedio de Cervera a principios de enero de 1465. Cuando Pedro de Portugal tuvo noticia de que las fuerzas sitiadoras al mando del conde de Prades iban a recibir el refuerzo de un nuevo contingente mandado por el jovencísimo príncipe heredero Fernando, que entonces solo contaba trece años de edad, partió de Vich, donde había establecido su cuartel general, para Cervera. A su encuentro salió el ejército realista y el choque entre ambos se produjo en campo abierto el 28 de febrero entre Prats del Rey y Calaf.

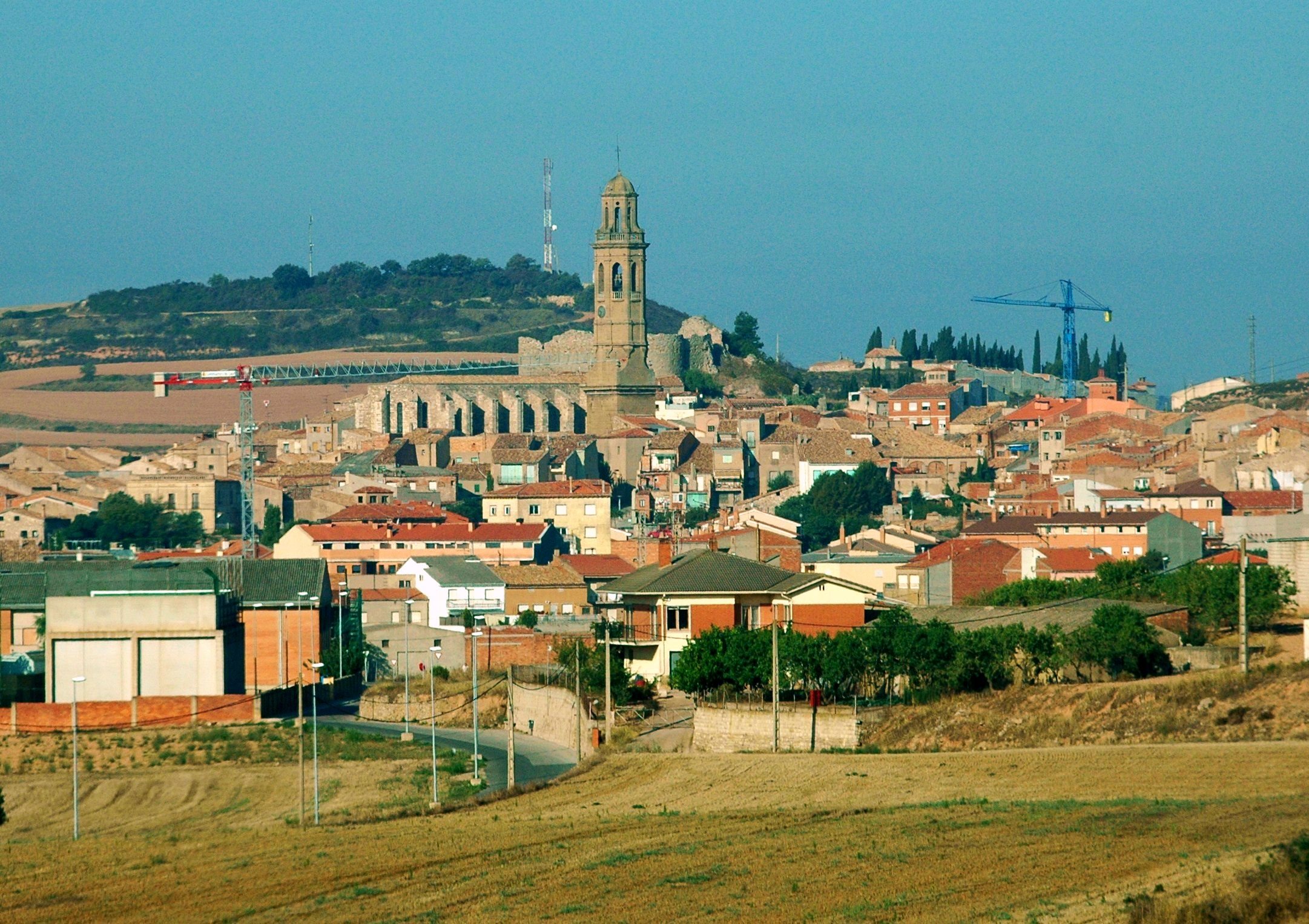
Calaf en la actualidad. Entre esta localidad y Prats del Rey se libró la batalla de Calaf el 28 de febrero de 1465.

La victoria en la batalla de Calaf —también denominada batalla de Prats del Rey— fue para el bando realista y, aunque Pedro de Portugal logró escapar disfrazado, los capitanes rebeldes fueron hechos prisioneros, entre los que se encontraba el conde de Pallars. Juan II decidió perdonarles la vida, pues, como ha señalado Jaume Vicens Vives, «por sentimiento o cálculo, se propuso ser rey de todos los catalanes» y actuó de la misma forma que tras la toma de Lérida. Según este mismo historiador, «el triunfo de Calaf señaló un punto decisivo en la guerra revolucionaria. Aragón, Valencia, Mallorca y Sicilia, hasta entonces más o menos expectantes, se entregaron decididamente a la causa real».
Pedro de Portugal, para compensar el desastre de Calaf, dirigió un ejército para conquistar La Bisbal, punto estratégico de las comunicaciones entre Gerona y la costa y que estaba defendido por el obispo de Gerona, Joan Margarit. La plaza capituló el 7 de junio de 1465. «Éxito que fue coreado como un triunfo extraordinario, pero que no disimulaba la gravedad de la situación», comenta Jaume Vicens Vives, como lo demostró la caída en poder de los realistas de Igualada el 17 de julio y de Cervera el 14 de agosto, tras ocho meses de asedio, y el inicio del sitio de Amposta el 2 de octubre.
Como consecuencia de estas derrotas y de la crisis económica y financiera que padecía Barcelona, las discrepancias entre Pedro de Portugal y las instituciones catalanas con la Generalitat al frente fueron acentuándose, especialmente cuando aquel intentó llevar a cabo una reorganización militar poniendo a portugueses en los puestos clave. En consecuencia, a principios de 1466, la Generalitat se negó a pagar los sueldos de estos capitanes portugueses, mientras que Pedro fracasaba de nuevo en la búsqueda del apoyo de algún soberano europeo. La situación se agravó cuando en marzo Pedro cayó enfermo y a partir del 29 de mayo ya no pudo abandonar el lecho. Murió el 29 de junio en Granollers. Una semana antes, el 21 de junio, Juan II había logrado una gran victoria: la rendición de Amposta sitiada desde hacía casi nueve meses, una campaña que, según Vicens Vives, fue «sin disputa, la más reñida de la guerra civil». Y a las tres semanas, el 15 de julio, se rindió Tortosa, con lo que todo el sur de Cataluña pasó ya a manos realistas. Los generosos términos de la capitulación fueron similares a los impuestos a Lérida.
En conclusión, durante el periodo en que Pedro de Portugal ocupó el trono con el título de Pedro IV de Cataluña, los sublevados sufrieron nuevos desastres bélicos como las pérdidas de Lérida y de Villafranca del Panadés o la derrota de Calaf. Jaume Vicens Vives lo explica así: «Si Juan II requirió dos años para aprestar sus fuerzas y organizar un ejército coherente y eficaz, ¿cómo podría haber logrado el Condestable el milagro de galvanizar alrededor de su persona a un bando cada día más escéptico sobre el resultado de la lucha, sin contar con una fuerte tradición en el país y, lo que es más, con individuos fieles en las palancas vitales de los resortes de la administración y de la guerra?». Y en el plano internacional el condestable también fracasó, pues en su búsqueda de apoyo de otras monarquías e incluso el del papa, obtuvo escasos resultados ―solo el ducado de Borgoña le concedió algunos subsidios en dinero y tropas― y ni siquiera consiguió el respaldo del reino de Portugal pues, según Vicens Vives, «la corte portuguesa no había visto con gran simpatía el romántico gesto del Condestable, excepto, quizá, en el extremo de verle alejado del país, en el otro lado de la Península».
Según Carmen Batlle, a su muerte en junio de 1466 la guerra ya estaba perdida. Así pues, como destaca esta misma historiadora, el llamado «Pedro IV de Cataluña no cumplió las esperanzas puestas en él en el marco internacional (ayuda de Portugal y de Borgoña) ni en el aspecto militar con la caída de Lérida, Cervera, Tortosa, etc., y la derrota de Calaf, donde fueron hechos prisioneros por Juan II el conde de Pallars y los vizcondes de Rocabertí y de Roda. La situación repercutió negativamente en Barcelona donde las deserciones de los dirigentes moderados (Dusay, Marquet, Boscà) se intensificaron con la inesperada muerte de Pedro de Portugal».

### El «reinado» de Renato de Anjou (1466-1472)

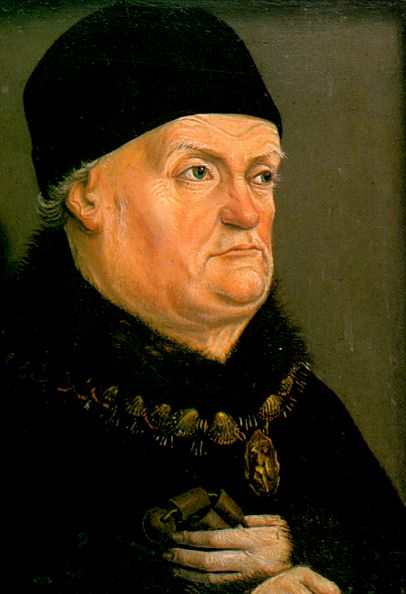
Retrato de Renato de Anjou. Las instituciones catalanas rebeldes a Juan II de Aragón lo proclamaron nuevo soberano del Principado de Cataluña el 30 de julio de 1466.

Tras la muerte del Condestable, como ha señalado Carme Batlle, «era el momento propicio para la paz», como lo prueba que en Barcelona habían aumentado considerablemente los partidarios de poner fin a la guerra. Un espía del rey de Francia Luis XI informaba que «muchos que antes no se atrevían a hablar a favor del rey, la reina o el primogénito, lo hacían ahora con la mayor libertad» y por eso el 2 de julio se publicó un decreto por el que se castigaría con la pena de muerte a los que lo hicieran. Aprovechando este clima Juan II, por medio de una embajada de las Cortes de Aragón, hizo una oferta de paz del mismo tenor que la que acababa de hacer a Tortosa, que se había rendido el día 15 de julio. Pero el ofrecimiento fue rechazado por las instituciones barcelonesas, dominadas por el sector revolucionario más radical encabezado por Cosme de Montserrat, obispo de Vic, porque esperaba la ayuda del reino de Francia. Por eso el 30 de julio acordaron ofrecer la corona a Renato de Anjou ―y se nombró una embajada formada por tres miembros en representación de los tres estamentos del Principado para que fuera a Angers para rendirle vasallaje―. Este aceptó solo cuando el rey de Francia Luis XI le hizo saber en secreto que contaba con su apoyo. Ante esta sucesión de acontecimientos, Jaume Vicens Vives concluye que en 1466 no se pusiera fin a la guerra «no se explica por el empeñado propósito del pueblo barcelonés de perseverar en la lucha sino por la interferencia en el problema catalán de los intereses del rey de Francia». Así pues, continúa Vicens Vives, lo que hicieron el obispo de Vic y sus partidarios fue «entregar el país a Francia, a los grandes rivales mediterráneos». Lo mismo afirma F. Xavier Hernández Cardona: «tal decisión suponía un acto contranatura, en el sentido de que los angevinos habían sido los enemigos históricos de Cataluña desde hacía casi doscientos años».
Consciente de que detrás de la proclamación de Renato de Anjou (Renato I de Cataluña) se encontraba Luis XI, Juan II requirió a este para que mantuviera la alianza que habían suscrito en el Tratado de Bayona de 1462 y no recibió respuesta. El viraje en su política respecto de Cataluña, que según Vicens Vives para Juan II fue «un puñetazo en pleno rostro», fue comunicado por Luis XI a las autoridades catalanas, a las que aseguró que había abandonado su anterior «alianza y confederación» con el rey Juan de Aragón y que se disponía a prestar toda su ayuda y consejo a Renato de Anjou. En el plano internacional la respuesta de Juan II fue concertar una liga con dos enemigos del monarca francés: el rey Eduardo IV de Inglaterra y el duque de Borgoña, Carlos el Temerario.
Renato de Anjou, que nunca llegó a estar en Cataluña, envió como su lugarteniente a su hijo Juan de Anjou, duque de Lorena. Este tardó en reunir el ejército con el que iba a actuar en Cataluña, oportunidad que Juan II ―entonces ya completamente ciego debido a las cataratas― intentó aprovechar para ocupar el Ampurdán con el objetivo de impedir el avance del ejército angevino hacia Barcelona una vez cruzara los Pirineos. La clave era tomar la fortaleza de Rosas, en la costa ampurdanesa. Así a fines de septiembre de 1466 el ejército real, al mando de la reina Juana Enríquez, se dirigió hacia allí desde Manresa, pasando por Olot, Besalú y Bañolas; el 22 de octubre comenzó el asalto, pero Rosas resistió. Este fracaso posibilitó el avance del ejército angevino, cuya vanguardia penetró en el Principado en enero de 1467 y alcanzó Barcelona a mediados de febrero ―previamente había tomado Castelló d’Empúries el 1 de febrero ―. Fue aclamada por sus desmoralizados habitantes, que en aquellos momentos padecían graves penurias económicas. A mediados de abril fue cuando cruzó los Pirineos el grueso del ejército angevino con Juan de Anjou, el nuevo «primogénito», al frente, y a quien Luis XI hacía poco que había renovado su promesa de respaldo. Sin embargo, no se dirigió directamente a Barcelona, sino que antes intentó tomar Gerona, el principal núcleo realista en el norte de Cataluña. A mediados de agosto tuvo que desistir del asedio emprendido el 7 de julio ―tras haberse apoderado de la mayor parte del Alto Ampurdán― ante el anuncio de la llegada de un ejército realista de socorro al mando del jovencísimo príncipe Fernando. Por temor a verse atrapado entre dos fuegos, levantó su campamento y el 3 de septiembre entró en Barcelona.

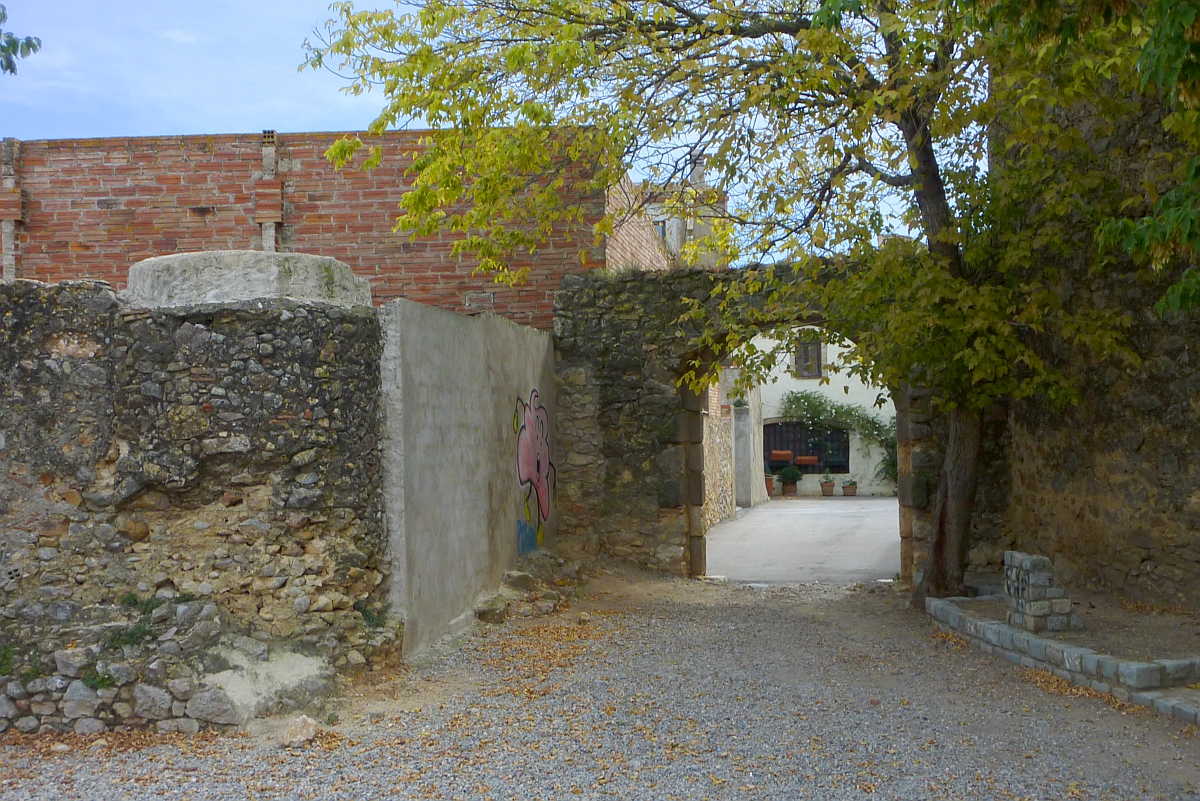
Puerta y restos de la muralla de Viladamat (provincia de Gerona), localidad en cuyas inmediaciones tuvo lugar la batalla que lleva su nombre.

La retirada del ejército de Juan de Anjou de las comarcas de Gerona permitió la contraofensiva realista con el príncipe Fernando al mando que se apoderó de varias plazas del Alto Ampurdán. En su apoyo zarpó desde Tarragona al frente de una flota Juan II, que desembarcó en Sant Martí d’Empúries el 2 de octubre y entró en Gerona el 27. Pero cuando Juan II se disponía a volver a embarcarse rumbo a Tarragona, se produjo el desastre de Viladamat, que fue el reverso de la medalla de la victoria realista en la batalla de Calaf. Fueron hechos prisioneros varios destacados jefes militares realistas. El príncipe Fernando logró escapar milagrosamente y junto a su padre regresó a Tarragona en la escuadra que lo había traído el mes anterior.
Según Jaume Vicens Vives, para Juan II y el príncipe Fernando la derrota de Viladamat fue el fin de sus esperanzas de alcanzar una rápida victoria en la guerra. «El Ampurdán estaba perdido, y con él, el considerable esfuerzo realizado durante el último año para dominarlo». Por el contrario, para Juan de Anjou, duque de Lorena, la victoria de Viladamat supuso un reforzamiento de su autoridad frente a las instituciones catalanas con las que ya había chocado nada más llegar a Barcelona y, por otro lado, la noticia de la resonante victoria sobre los realistas redujo considerablemente la intranquilidad pública que se vivía en la ciudad a causa de la crisis económica y financiera ―los pagos de la Taula de Canvi habían sido suspendidos― y a causa del florecimiento de las conjuras realistas por parte de los derrotistas, llamados mascarats (‘enmascarados’), algunos de los cuales fueron ajusticiados por el método del descuartizamiento.
A mediados de diciembre de 1467 el propio Juan de Anjou partió para el Ampurdán para completar la victoria de Viladamat. Una vez allí, inició el asedio del castillo de Sant Martí d’Empuries, que acabó rindiéndose cuatro meses después, el 15 de abril de 1468. Al poco tiempo también cayó en su poder el castillo de Bagur; las dos fortalezas fueron derruidas. De esta forma, señala Vicens Vives, «las llaves marítimas del Ampurdán quedaron firmemente en poder de los angevinos». Poco después, a mediados de junio, Juan de Anjou cruzó los Pirineos para reclutar un ejército de refuerzo que le permitiera apoderarse de Gerona, el último bastión realista en la zona.

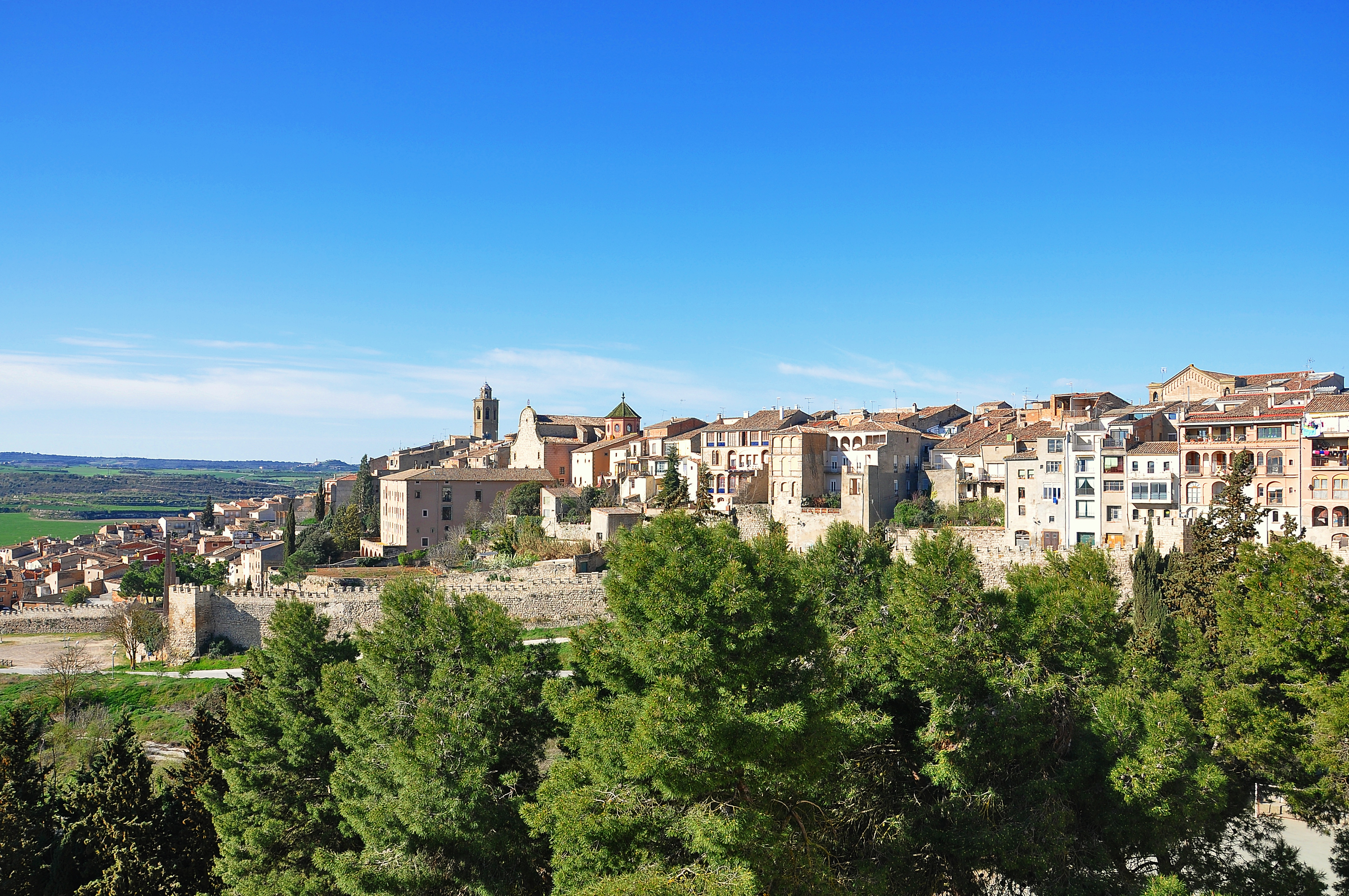
Vista de Cervera en la actualidad. Allí en 1469 se firmaron las capitulaciones de Cervera que establecieron términos del matrimonio entre el príncipe Fernando y la princesa castellana Isabel.

Las victorias de Juan de Anjou que habían empezado en la batalla de Viladamat, sumadas a la amenaza angevina que se cernía sobre Gerona, supusieron un duro revés para los realistas, que la victoria sobre el conde de Vaudemont cerca de San Juan de las Abadesas el 23 de mayo y la toma de Berga el 12 de septiembre no pudieron compensar al carecer de importancia estratégica. En estas circunstancias a Juan II no le quedaba más opción que buscar apoyos en la Corona de Castilla, donde el 19 de septiembre de 1468 se acababa de proclamar en los Toros de Guisando a la princesa Isabel, de diecisiete años de edad, heredera de su hermanastro el rey Enrique IV de Castilla en detrimento de la hija de éste, Juana, de seis años de edad. Así Juan II envió a Castilla a unos embajadores que entablaron negociaciones con el bando aristocrático partidario de la princesa Isabel para concertar el matrimonio de ésta con el príncipe Fernando ―quien desde el 10 de junio era rey de Sicilia al haberle cedido su padre la corona de este reino―, lo que iba en contra de la pretensión del rey Enrique IV de casarla con el rey Alfonso V de Portugal. Las negociaciones fructificaron y el 5 de marzo de 1469 se firmaron las capitulaciones de Cervera en las que se establecieron unas duras condiciones para el príncipe Fernando, que quedó supeditado a su esposa y al bando nobiliario que la apoyaba y que su padre no tuvo más remedio que aceptar porque necesitaba desesperadamente la ayuda de la Corona de Castilla. La boda se celebró en Valladolid el 18 de octubre después de que, merced a la ayuda del arzobispo de Toledo y del almirante de Castilla, la princesa Isabel se fugara de Ocaña ―donde estaba retenida por su hermano en virtud del Tratado de los Toros de Guisando― y de que el príncipe Fernando atravesara la frontera castellana disfrazado de arriero para evitar ser reconocido y caer en manos de los partidarios del rey Enrique IV.
En abril de 1469, al mes siguiente de la firma de las capitulaciones de Cervera, el poderoso ejército de unos dieciocho mil hombres —la mitad según Hernández Cardona— que Juan de Anjou había reunido en el Rosellón avanzó hacia Gerona y estableció su campo en Castelló d’Empúries. Pero los angevinos no tuvieron que tomar la ciudad, porque ésta se entregó sin luchar el 1 de junio de 1469 a causa de la defección de la mayoría de sus defensores, entre los que se encontraba el obispo Joan Margarit, que se impusieron a los que querían resistir el asedio. En los meses siguientes cayeron otras localidades del interior como Camprodón, Olot, San Juan de las Abadesas y Besalú y por esas mismas fechas el somatén de Barcelona tomó el castillo de Aramprunyá en la comarca del Panadés. Sin embargo, la ofensiva de los «rebeldes» se detuvo a finales de 1469 por la escasez de fondos de los Anjou ―de hecho Juan de Anjou marchó a Provenza para obtener allí el dinero que necesitaba― y por la falta de colaboración de Luis XI, ocupado en sofocar el alzamiento del conde de Armagnac, alentado por Juan II.
Ante la previsible reanudación de la ofensiva de Juan de Anjou en la primavera del año siguiente, Juan II convocó Cortes Generales de Aragón en Monzón para recabar los fondos necesarios para continuar la guerra. En la sesión de apertura que tuvo lugar el 10 de abril de 1470, el rey pronunció un memorable discurso que conmovió tanto a los representantes catalanes juanistas, aragoneses y valencianos que tuvo pocas dificultades para obtener importantes donativos. Según Jaume Vicens Vives, fue «uno de los más hábiles discursos que jamás ha pronunciado un político».
Y al mismo tiempo reactivó su alianza con Eduardo IV de Inglaterra, firmada simultáneamente en Zaragoza y Londres el 20 de octubre de 1468, y con el duque de Borgoña Carlos el Temerario, rubricada el 22 de febrero de 1469 ―y que sería renovada en el tratado de Abbeville del 7 de agosto de 1471―, y además envió una embajada a varios estados italianos ―resultado de la cual fue la alianza de la Serenísima República de Venecia con el reino de Nápoles― para constituir una «gran alianza occidental» que aislara a Luis XI de Francia, su gran enemigo y sostén de los Anjou en Cataluña.

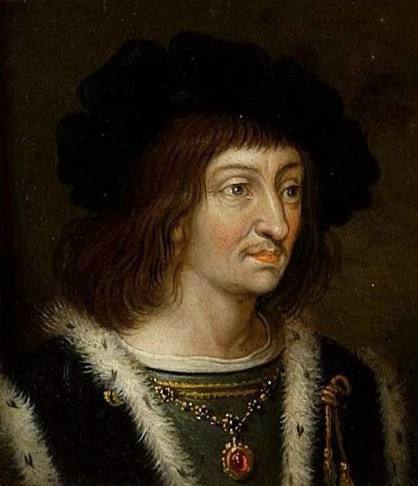
Juan de Anjou, duque de Lorena, que ejerció la lugartenencia de Cataluña en nombre de su padre Renato de Anjou entre 1466 y 1470. A su muerte le sucedió en el cargo su hijo natural Juan de Calabria.

A principios de agosto de 1470, Juan de Anjou volvió a Barcelona y cayó enfermo. Murió pocos meses después, el 16 de diciembre. Las autoridades barcelonesas le rindieron un sentido homenaje. «Señor primogénito, ¡qué haremos nosotros mezquinos! ¿Adónde te iremos a buscar?», dijeron en la ceremonia. Juan de Anjou había llegado con un ejército que logró mejorar la situación bélica de los «rebeldes», pero no había conseguido que los partidarios de poner fin a la guerra, no por razones políticas sino por agotamiento, no dejaran de crecer, a pesar de las medidas que se decretaron contra ellos, como la confiscación de sus bienes o el encarcelamiento.
Juan de Anjou fue sustituido en la lugartenencia de Cataluña por un hijo natural suyo, Juan de Calabria; con él principia la etapa final, marcada por los desastres para los antijuanistas, la defección de importantes personajes, la falta de recursos por el empobrecimiento general y el aislamiento internacional. Como ha señalado Jaume Vicens Vives, «la demora en trasladarse al lugar donde tantas cosas estaban a punto de desplomarse ―no llegó a Barcelona hasta el 12 de junio de 1471― indica la escasez de medios y la indecisión de la corte angevina».
Sin embargo, la desaparición de Juan de Anjou inicialmente no supuso un duro revés militar para la causa «rebelde», pues pocos días después de su fallecimiento el ejército de la Generalitat tomaba Cadaqués y en los meses siguientes Berga, el 23 de abril, y Tamarit, el 10 de septiembre de 1471. Pero esta fue su última victoria, pues a finales del verano de ese año Juan II organizó una gran ofensiva con el objetivo de tomar Barcelona. Y conforme esta avanzaba, el clima de derrota se iba extendiendo entre las filas «rebeldes». La primera muestra fue el paso al bando realista de los defensores de Gerona, espoleados también por los sobornos que recibieron. Así el 18 de octubre entraron en la ciudad sin combatir las huestes de Juan II al mando de su nuevo lugarteniente en Cataluña, el maestre de la Orden de Montesa. Inmediatamente después cayó en manos realistas casi todo el Bajo Ampurdán, mientras que en la comarca del Vallés las tropas al mando de Alfonso de Aragón y del conde de Prades tomaban Sant Cugat del Vallés, Sabadell y Granollers, culminando su ofensiva con la gran victoria de la batalla de Santa Coloma de Gramanet del 26 de noviembre de 1471 en la que fue derrotado el ejército de la Generalitat al mando de Dionisio de Portugal y Jaime Galiotto. Como ha señalado Jaume Vicens Vives, con la victoria de Santa Coloma de Gramanet, «el cerco de Barcelona era un hecho inevitable».
Las victorias realistas acentuaron la crisis del bando «rebelde» y las discrepancias en su seno. Así el 19 de noviembre fueron desterrados a Provenza por orden del lugarteniente Juan de Calabria seis importantes personajes, entre los que se incluían el abad de Montserrat y el del monasterio de Sant Cugat del Vallés. Según Jaume Vicens Vives, «el barco de la revolución iba a la deriva, y ya nadie tenía autoridad para imponer una decisión concreta a los males de que padecían». La única esperanza que les quedaba era la ayuda de Francia, pero esta no llegaría, porque Luis XI estaba envuelto en la guerra que le había declarado el duque de Borgoña Carlos el Temerario, aliado de Juan II de Aragón. Tampoco ayudó a la causa angevina la muerte del papa Paulo II y su sustitución por Sixto IV en agosto de 1471, un papa más favorable a Juan II de Aragón, probablemente gracias a los consejos del cardenal valenciano Rodrigo de Borja.
En enero de 1472 el ejército de Juan II emprendió la conquista del Alto Ampurdán. Sucesivamente fueron cayendo en sus manos Figueras, el 12 de enero; Torroella de Montgrí, el 19 de marzo; Rosas, el 28 de marzo. Sin embargo, el 4 de abril sufrió una severa derrota en las cercanías de Perelada a manos del ejército angevino apoyado por unas fuerzas francesas al mando de Antoine de Lau; el rey Juan II estuvo a punto de ser hecho prisionero. Pero el ejército realista se rehízo rápidamente y el 19 de abril se apoderó de Perelada, con lo cual cerró el paso de Panissars que permitía el acceso desde el Rosellón al resto de Cataluña. El cerrojo pirenaico fue completado con la rendición de Castelló d’Empúries el 20 de junio.

### El final de la guerra: el sitio de Barcelona y la Capitulación de Pedralbes

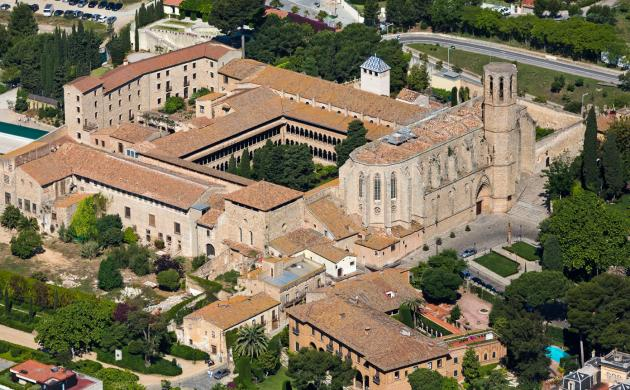
Monasterio de Pedralbes, en torno del cual el rey Juan II de Aragón estableció su campamento en el sitio de Barcelona de 1472 y donde tuvieron lugar las negociaciones que condujeron a su rendición el 16 de octubre de ese año.

La forma tan generosa en que Juan II trató a las poblaciones que iban cayendo en su poder desde finales de 1471 ―«perdón general de los crímenes cometidos, incluso los de lesa majestad; confirmación de los privilegios anteriores a la guerra; promesa de restituir los bienes; exención de pago de censos y tributos por un tiempo prudencial con el fin de rehacerse de las penalidades sufridas; libertad de prisioneros y rehenes»― animó a otras localidades hasta entonces fieles a las instituciones catalanas «rebeldes», a rendirse al bando realista ―«esta prudente política hizo más por la causa del rey que cuatro ejércitos bien adiestrados», comenta Vicens Vives―. Así fueron entregándose Sarriá (24 de abril de 1472), Badalona (11 de mayo), Vich (14 de junio), Manresa (17 de junio), La Roca del Vallés, Montbuy y Canovellas (24 de junio), entre otras. Sin embargo, Barcelona, sitiada por mar y por tierra —la flota de Bernat de Vilamarí bloqueaba el puerto con dieciséis naos y veinte galeras—, continuó resistiendo, a pesar de las duras condiciones económicas en que vivían sus habitantes y de las crecientes disputas internas, a la espera del hipotético auxilio que pudiera recibir del propio Renato de Anjou desde Provenza o del rey Luis XI de Francia.
La situación en Barcelona se volvió desesperada a finales de septiembre, cuando llegó la noticia de que el duque de Milán había suspendido el envío desde Génova de barcos cargados de provisiones. En ese momento, con una Barcelona sometida al racionamiento y que solo tenía víveres para una semana, las autoridades de la ciudad decidieron confiar en la magnanimidad de Juan II y el 8 de octubre el Consejo de Ciento aprobó el reconocimiento de su autoridad, lo que aceleró las negociaciones que se estaban manteniendo desde principios de mes. El 16 de octubre se llegó al acuerdo y los generosos términos de la rendición fueron recogidos en la Capitulación de Pedralbes.
En la capitulación se daba un plazo de un mes para adherirse a ella y uno de quince días para que los pocos castillos y fortalezas que todavía eran fieles a Renato de Anjou se pusieran bajo la obediencia de Juan II. En la misma no constaba ningún perdón del rey a sus súbditos, porque fue concebida como un tratado de paz sin vencedores ni vencidos, por lo que no hubo represión ni depuraciones, con la única excepción del conde de Pallars Hugo Roger III de Pallars Sobirá. Así pues, según lo establecido en la capitulación, no se había producido ninguna rebelión, por lo que su propósito era volver a la situación anterior a la guerra civil ―más concretamente, al momento anterior a la muerte de Carlos de Viana―, aunque con la importante salvedad de la derogación de la Capitulación de Vilafranca.
En cuanto al cambio de obediencia del Principado de Cataluña de Renato de Anjou a Juan II, se resolvió de una forma muy simple. Se le dieron garantías a Juan de Calabria, lugarteniente en Cataluña de su abuelo Renato de Anjou, para que él y su séquito pudieran abandonar el Principado, añadiendo a continuación que todos aquellos que no quisieran obedecer a Juan II podrían también marcharse; se les daba un año de plazo para que pudieran vender todos sus bienes muebles e inmuebles. Respecto a la existencia de dos Diputaciones del General, una realista con sede en Tarragona y la otra «rebelde» con sede en Barcelona, se tomó la decisión salomónica de fusionarlas, aunque esto no tenía demasiada importancia, ya que faltaban pocos meses para que se cumplieran los tres años de mandato y entonces la Diputación del General volvería a estar integrada por tres diputados y tres oidores. Establecido lo anterior, la capitulación se ocupaba ―y a ello dedicaba la mayor parte de su contenido― de la restitución de los bienes confiscados y de aquellos que habían cambiado de manos durante la guerra para que fueran devueltos a sus dueños anteriores. Sin embargo, como ha destacado Jaume Vicens Vives, la restitución general de bienes era un problema «tan vidrioso, imponía tales sacrificios a quienes acababan de triunfar con el monarca, que Juan II no se decidió a resolverlo ni en Pedralbes ni durante el resto de su existencia. Legado de la guerra civil, fue arrastrándose penosamente durante diez años, hasta su resolución por Fernando el Católico en las Cortes de Barcelona de 1481».
La capitulación de Pedralbes puso fin a la guerra civil catalana. El 17 de octubre Juan II —«aquel anciano de setenta años, incombustible, medio ciego, que a menudo había dirigido personalmente las tropas»— entraba en Barcelona siendo recibido, según Jaume Vicens Vives, con «verdadero alborozo» por los barceloneses, los mismos que diez años antes se habían levantado contra él. Los festejos por el fin de la guerra se prolongaron durante los dos días siguientes, «olvidando por unas horas, la riqueza perdida, la industria arruinada, las víctimas sacrificadas, los odios creados…», concluye Vicens Vives.

## Consecuencias

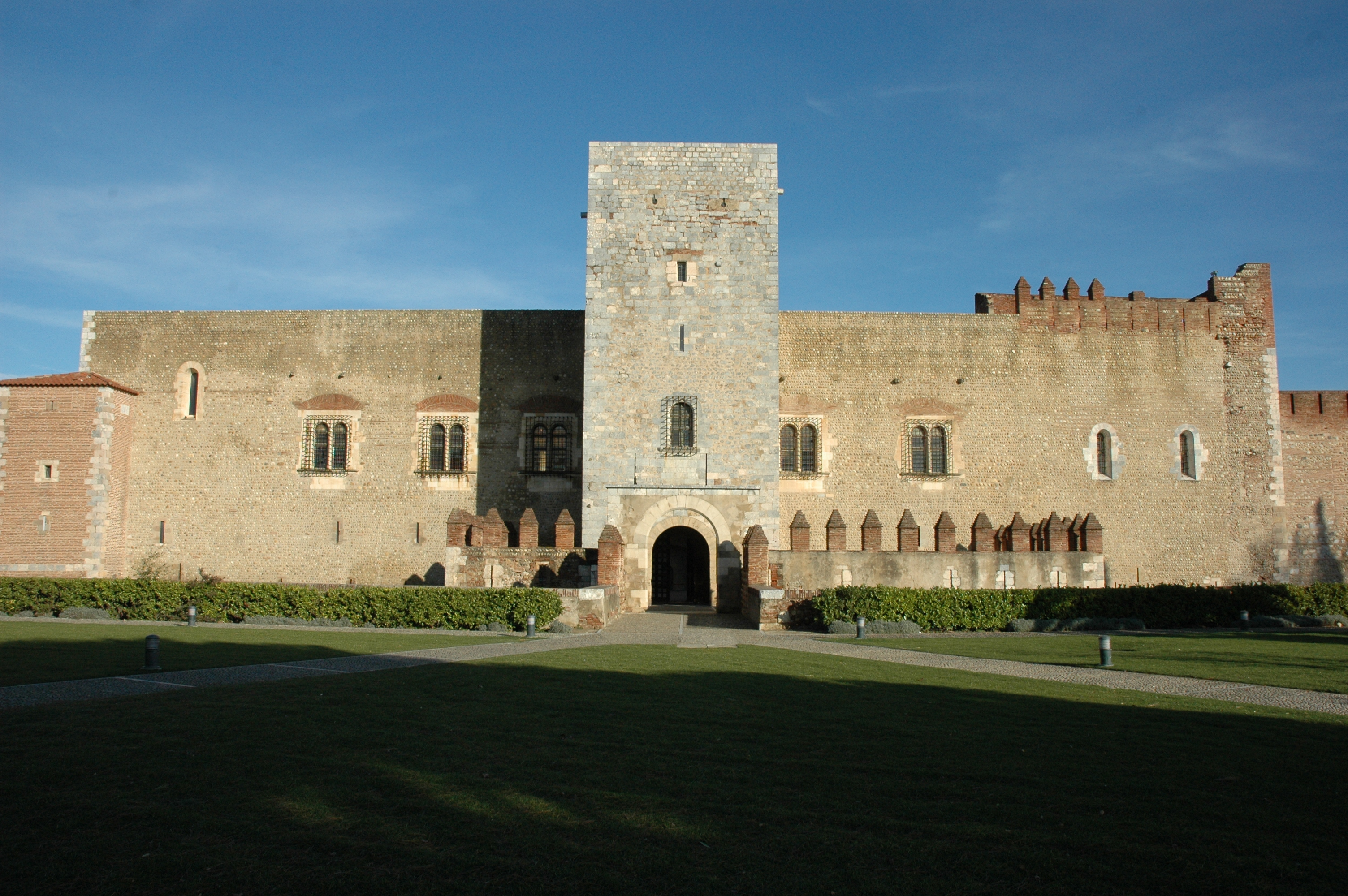
Palacio de los Reyes de Mallorca de Perpiñán. A esta ciudadela se retiraron las tropas de Luis XI de Francia cuando la ciudad se rebeló contra él reconociendo como su único señor a Juan II de Aragón, que entró en la ciudad el 1 de febrero de 1473.

Nada más entrar en Barcelona, el rey Juan II de Aragón ordenó a su ejército que se dirigiera al Ampurdán para desde allí intentar recuperar los condados de Rosellón y de Cerdaña, que estaban en poder de Luis XI de Francia. Inmediatamente después convocó a las Cortes de Cataluña para que, además de afrontar los graves problemas económicos del principado tras diez años de guerra civil, aportaran los recursos necesarios para la campaña del Rosellón. En la convocatoria se había establecido que la inauguración de las Cortes tendría lugar en Barcelona el 15 de enero de 1473, pero se tuvo que retrasar porque el rey acudió en ayuda de Perpiñán, que se había sublevado contra el soberano francés. A finales de enero franqueó los Pirineos y el 1 de febrero hizo su entrada en Perpiñán, mientras la guarnición francesa se refugiaba en la ciudadela de la villa. El resto de localidades rosellonesas siguieron el ejemplo de la capital, por lo que solo quedaron en manos de Luis XI, además de la ciudadela perpiñanesa, los castillos de Salses, Colliure y Bellaguarda.
Juan II decidió entonces trasladar las Cortes a Perpiñán y la inauguración definitiva tuvo lugar en esa ciudad, aunque a causa del asedio de las tropas francesas al mando de Felipe II de Saboya, señor de Bresse, que había comenzado el 21 de abril, tuvieron que trasladarse nuevamente a Barcelona. El 19 de junio los sitiadores intentaron el asalto de la ciudad, pero fracasaron; cinco días después levantaron el cerco ante la inminente llegada de un ejército de socorro al mando del príncipe Fernando, que se había desplazado desde Castilla nada más conocer la angustiosa situación de su padre sitiado en Perpiñán. El 14 de julio se firmó una tregua de dos meses y medio entre Felipe de Saboya y Juan Ramón Folch III de Cardona, conde de Prades, en nombre de Juan II quien, como no se fiaba del Luis XI, decidió permanecer en Perpiñán mientras su hijo Fernando regresaba a Castilla. En efecto, el rey aragonés no se equivocaba, porque Luis XI envió un ejército de refuerzo al mando de Louis de Crussol que junto con el de Felipe de Saboya intentó tomar Argelés, el puerto de abastecimiento de Perpiñán. Los dos ejércitos franceses fueron rechazados por el de Juan II al mando de Beltrán de Armendáriz en Palau-del-Vidre. Como consecuencia de este revés, se puso fin a las hostilidades con la firma del Tratado de Perpiñán el 17 de septiembre de 1473, que restableció los términos acordados en el Tratado de Bayona de 1462 ―se reconocía la soberanía de Juan II sobre los condados, pero no podría ejercer su autoridad sobre ellos hasta que no satisficiera el pago a Luis XI de trescientos mil escudos por la ayuda militar que este le había prestado en los inicios de la guerra civil catalana, especialmente la liberación del asedio de la Força Vella de Gerona―.
A principios de 1474, Luis XI empezó a concentrar un ejército en el Languedoc para apoderarse de los condados de Rosellón y de Cerdaña y se negó a recibir personalmente a los embajadores del rey Juan II que habían sido enviados a la corte francesa precisamente para que renunciara definitivamente a sus pretensiones sobre los condados sin esperar a cambio el pago de los trescientos escudos acordados en el Tratado de Perpiñán de septiembre de 1473. El 14 de junio de 1474, tres meses antes de que se cumpliera el plazo de un año establecido en el tratado, las tropas del monarca francés cruzaron la frontera y se adentraron en el Rosellón. La invasión no pilló a Juan II desprevenido, ya que desde finales de febrero de 1474 había empezado a preparar la defensa de los condados desde el vecino Ampurdán y en mayo había obtenido de las Cortes catalanas, que habían reanudado sus sesiones en Barcelona el 21 octubre del año anterior, un fondo de trescientas cincuenta mil libras.
El plan de ataque del ejército invasor era apoderarse de todos los puertos roselloneses, para impedir el abastecimiento de Perpiñán, y de los pasos pirenaicos, para evitar la llegada de un ejército de socorro desde el resto de Cataluña. Así, en las dos primeras semanas, los franceses tomaron Argelés y Canet de Roselló, en la costa mediterránea, y Ceret en los Pirineos. Ante la gravedad de la situación, Juan II, muy enfermo en aquellos momentos, promulgó el 19 de junio el usatge Princeps namque, que suponía la movilización de todos los hombres de armas del principado.
El 1 de noviembre penetró en el Rosellón un nuevo ejército francés que se encaminó inmediatamente a Elna para reforzar el ataque al que ya estaba siendo sometida. La ciudad capituló el 5 de diciembre. Sus defensores, encabezados por Bernat d’Olms, fueron llevados prisioneros a la ciudadela de Perpiñán, donde fueron ejecutados acusados de traición. Y poco después los ejércitos de Luis XI emprendieron el asedio de Perpiñán, acometida también desde la ciudadela. La última esperanza que le quedaba a Juan II era que su hijo Fernando, que acababa de ser proclamado rey de Castilla el 2 de enero de 1475 tras la muerte del rey Enrique IV de Castilla tres semanas antes, pudiera acudir con un ejército, pero el estallido de la guerra de Sucesión castellana se lo impidió. Perpiñán, que resistió de forma heroica encabezada por su cónsul Joan Blanca, acabó rindiéndose el 10 de marzo de 1475. Poco después, el 2 de abril, se firmó una tregua de seis meses. Vencida la tregua, el ejército de Luis XI en febrero de 1476 se apoderó del castillo de Salses, la última fortaleza rosellonesa que todavía estaba en poder de Juan II. Este, falto de recursos, no pudo recuperar los condados de Rosellón y Cerdaña. Tuvo que ser su hijo Fernando II el Católico el que lo consiguiera mucho tiempo después, mediante el Tratado de Barcelona de 1493.
También fue el rey Fernando II quien resolvió definitivamente el asunto de las restituciones establecidas en la Capitulación de Pedralbes. El primer paso fue ordenar la devolución de los bienes del patrimonio regio en septiembre de 1479 y luego convocar las Cortes para que abordaran el tema. Estas se reunieron en Barcelona a partir del 4 de noviembre de 1480 y además de aprobar la constitución Poch valdria (‘Poco valdría’), más conocida como la «Constitución de la Observancia», en la que se reafirmó el pactismo como sistema de gobierno para Cataluña que perduraría hasta el Decreto de Nueva Planta de Cataluña de 1714, las Cortes consiguieron alcanzar un acuerdo en el que se basó la Sentencia del 5 de noviembre de 1481 ―según la fórmula “que es compli’’ (‘que se cumpla’) en la que se liquidaba la cuestión de las restituciones. En ella, a diferencia de la Capitulación de Pedralbes, se aceptó que había habido vencedores y vencidos en la guerra y que unos y otros debían renunciar a conseguir todo lo que pretendían para beneficiarse de una parte. Para hacerla efectiva las Cortes habían votado un crédito de cien mil libras con el que el rey podría indemnizar por las pérdidas que sufrieran los que habían combatido junto a Juan II al reintegrar los bienes inmuebles que hubieran obtenido como consecuencia de la contienda. En cuanto a las rentas de los censales, tanto ‘’afectos’’ como ‘’desafectos’’ a Juan II, tendrían que pagarlas, pero con unas diferencias que pudieran contentar a los primeros sin perjudicar demasiado a los segundos. De esta forma, como ha destacado Santiago Sobrequés i Vidal, se «ponía fin al más grave de los problemas originados por la guerra. Los bienes inmuebles, con sus derechos anexos, fueron, pues, retornados casi en su totalidad a sus poseedores de 1461, fueren ‘’adictos’’ de la primera o de la última hora. Y las rentas dinerarias fueron cobradas en el peor de los casos en el 60 por 100 de su importe, pero corrientemente en el 70 o el 80 por 100. (…) Todo el mundo tuvo que perder, pues, algo (es cierto que unos más que otros, pero eso era inevitable), y era justo que todo el mundo perdiera porque de hecho era el país entero el que había perdido la guerra. La Sentencia era un conjunto de concesiones mutuas (de otra forma las Cortes no la habría aprobado nunca); en síntesis, un triunfo del espíritu pactista y también del constitucionalismo de los catalanes».
En cuanto a la cuestión remensa, Juan II recompensó al principal líder remensa Francesc de Verntallat por su apoyo con el título de vizconde de Hostoles, pero no entró a resolver el problema y tanto los campesinos como los señores quedaron a la expectativa. De nuevo el asunto pasó a su hijo Fernando II, quien mantuvo inicialmente una política que determinó que los señores recuperan derechos perdidos; como respuesta se produjo la segunda guerra remensa (1484), dirigida por Pere Joan Sala y que alcanzó grandes proporciones. Fernando II, finalmente, adoptó una solución de compromiso que se plasmó en la Sentencia Arbitral de Guadalupe (1486), en virtud de la cual los malos usos eran redimidos mediante el pago de sesenta sueldos por mas y los campesinos conseguían una serie de libertades. Con este dinero, los señores fueron indemnizados y al monarca se le pagó una multa de cincuenta mil libras. Los señores continuaron teniendo derechos sobre los campesinos cultivadores, pero no de la forma humillante que había prevalecido hasta aquel momento.